# 機界戦隊ゼンカイジャー
『機界戦隊ゼンカイジャー』（キカイセンタイゼンカイジャー）は、2021年3月7日から2022年2月27日まで、テレビ朝日系列で毎週日曜9時30分 - 10時（JST）に全49話が放送された、東映制作の特撮テレビドラマ、および作中で主人公たちが変身するヒーローの名称。
キャッチコピーは「見てろよ、全ての戦隊!!」。

## 概要
スーパー戦隊シリーズ45作記念作品。
並行世界をすべて消そうとする悪の組織「トジテンド」に立ち向かう、人間のヒーロー「ゼンカイザー」とその仲間である4人の機械生命体「キカイノイド」の活躍を描く。ゼンカイジャーは変身後の姿がそれぞれ歴代のスーパー戦隊がモチーフとなっており、額の番号は作品ナンバーを示している。

## 登場キャラクター

### 機界戦隊ゼンカイジャー
並行世界を侵略しようとするトジテンドに対抗すべく立ち上がった1人の人間と4人のキカイノイドからなる5人の混成チーム。
介人の両親が開発したギアトリンガーとセンタイギアで、並行世界に存在するスーパー戦隊の力を使って戦う。
名乗りは「5人揃って、機界戦隊ゼンカイジャー!」。
各メンバーは変身の前後にかかわらず本名で呼び合う。
トジテンドとの戦いが終わった後、他の並行世界を見て回る旅に出た。
- 名乗りポーズはモチーフとなる戦隊の要素を入れている[17]。また、性格も5人のモチーフとなる戦隊からイメージする要素を盛り込んで付けている[18][16]。キカイノイドの4人は人間ではないことから、人間がやると恥ずかしさがあるキャラでもいいと思い、人間ではないからこそ面白く見える性格の塩梅を探っている[16]。『キラメイジャー』が賢くてちゃんとした人の集まりであったため、その差別化としてダメな人たちの集まりとなった[16]。
- キカイノイド4人の年齢設定は特に決まっていないが、ジュランはヒト年齢で40代、プロデューサーの白倉によればガオーン、マジーヌ、ブルーンの3人は介人とほぼ変わらない年齢であるという[19]。
- キカイノイド4人の変身前はメカアレンジした衣裳のディテールを取り込み、生身であることを分かりやすくするため、人間っぽいアイテムとして「服」をさらに着せている[出典 3]。また、過去の戦隊でメインで着ていた衣裳をモチーフとして落とし込んでいる[20][22]。
- キカイノイド4人の変身前の状態は3ミリのウエットスーツを基にアップ用スーツが造形されたが、本編ではほぼタイツを基にしたアクション用スーツで撮影された[23]。また、大半の出演シーンをこなすようになるため、経年劣化を考慮して全てのスーツが夏に補修された[24]。変身後の状態は撮影時の映り込みを考慮して足裏パーツも制作され、ゼンカイオーに左右合体することもあって、それぞれが対になるようなパーツ構成となっている[25]。また、従来の戦隊ロボ同様、パーツをタイツ生地のベーススーツの上に装着する構成となっているが、ベースはウエットスーツではなく、タイツが採用されている[26][27]。変身後のスーツはアップ用・アクション用のほかに、通常のアクションや芝居ができるように軟質素材で作成された超アクション用が用意された[28]。

五色田 介人（）
本作品の主人公。2000年12月12日生まれ。ゼンカイジャーのリーダーで、メンバーの中で唯一の人間。一人称は「俺」。
いかなる分野でも「世界初」を常に目指しており、ゆるく明るいいい人だがスイッチが一旦入ると熱血漢になる。受け入れが早く、誰とでも分け隔てなく友達になる。口癖は「全力全開」、「○○全開！」、「ちょあーっ！」で、これらの口癖は両親から引き継がれている。
- 名前の由来は、「五色」と「人」という属性を取り込み、「田」と「介」を縦に並ばせることで本作品のキーワードの1つである「世界」の「界」に見立てている。『ゴーカイジャー』とは異なる形にしたいという要望から、キャプテン・マーベラスのようなツンデレ系ではなくフレンドリーな感じの主人公となった。最初のスーパー戦隊である『ゴレンジャー』がモチーフであることから、世界初の大きなことを目指すような人物となった。
- 介人を演じる駒木根は、本作品よりも前に演じていた役が心が荒んだ暗い人物像で、低い声のトーンで演じていた。そのため、その役を引きずらないように高い声で演じようとしていたが、監督の中澤から「無理に変えなくていい」と言われ、駒木根自身の自然体で役を作って演じている。役作りとしては邪念を持たず、介人自身がハッピーな人間のため、感情を0から10、90から100の間という狭い幅の中で表現している。

ゼンカイザー
介人が変身する戦士。ゼンカイスーツは白を基調としており、赤、青、黄、緑のラインやゴールドのプロテクターカイザーアーマーがある。キャッチフレーズは「秘密のパワー！」。
初期メンバーで唯一人間であることから能力のバランスが良く、持ち前の根性と機転で状況を打開する。
ニンジンワルドの攻撃によって、ニンジンのように赤くなったこともある。
- 『秘密戦隊ゴレンジャー』のアカレンジャーがモチーフ。額のセンタイナンバーは「45」で、羽根の意匠がグラフィック化されたものにVアンテナが加味されている。
- 当初はレッドにする予定であったが、ジュランをレッドにしたことから、赤が1つのチームに2人もいるのはおかしいという香村の言葉で現在の色となり、過去の戦隊の赤ヒーローが客演した際に埋没しないように白をキーカラーとし、白をベースにそれまでの提案の中にあった他のメンバーのカラーを差し色として配したレインボーカラーの真ん中の赤成分を多くした。
- デザインはPLEXが担当。前述のように「スーパー戦隊戦隊センタイジャー」というタイトルの時もあり、テーマが「スーパー戦隊」しかなかったため、具体的なモチーフとして挙がったのがスーパー戦隊マークの「V」であったことから、Vの意匠が全身のあちこちに入っている。その後、少しディテールを増やして、アカレンジャーを現代風にアレンジしたものとなった。
- ベーススーツはアップ用・アクション用が制作され、アクション用には損傷があるものが優先されている。スーツはスパンテックス製で、肩はフィルムシート、胸のプロテクターは塗装によって処理しており、ラインはプリント処理で表現している。マスクはアクション用が1個、アップ用が2個制作された。アップ用は前後分割式で松葉ピンをマスク内側に設けられた蝶番に挿して固定する方式のもので、演者の眼がどんな角度からも透けないように紗が2枚ゴーグルの内側に貼られている。アクション用はパチン錠となって外から見える仕様となっており、アンテナがアクション時の破損を考慮して軟質樹脂で成形され、紗が1枚になっているほか、呼吸用のスリットも広く多く設けられている。アカレンジャーのようにゴーグルが前に出た形状ではなくほぼフラットな形状に収められ、アカレンジャーのデザインには存在しなかったのぞき穴状のグラフィックがデザインの意匠として成立している。ゼンカイザーのスーツアクターを務める高田は、無数に開いた小さな穴に日光が差し込むと視界が白飛びしてしまうため、見づらかったという。
- 名乗りはアカレンジャーの後期の名乗りをモチーフとしている。戦闘開始時のその場で足踏みするアクションは、『赤い戦い! オール戦隊大集会!!』撮影時の高田のアドリブで、改めてテンションを高めてから行く、というイメージで腿上げのような動きをしたのが始まりだという。高田が過去に演じた『キュウレンジャー』のシシレッドなどとの違いを出すものとして序盤のころはピョンピョン動き回っていたという。

スーパーゼンカイザー
ゼンカイザーがゼンカイジュウギアによってスーパーチェンジ全開する強化形態。キャッチフレーズは「秘密のパワーアップ！」。第29・35カイ！では直接この形態に変身した。
鋼鉄の鎧で全身を覆い、先端部を飛ばすことが可能な長槍状の全長2.8メートルのドリルゼンカイテンランスが武器。必殺技はギアトリンガーのハンドルを複数回回した後、ゼンカイテンランスを上に投げて、ビームを当てて敵を貫く超ゼンカイスーパーバスター。
- スーパー戦隊の番組後半に登場した恐竜・怪獣である『恐竜戦隊ジュウレンジャー』のドラゴンシーザー・剛龍神と『未来戦隊タイムレンジャー』のブイレックスロボがモチーフ。ゼンカイテンランスも『ジュウレンジャー』に登場する剛龍神の武器・剛龍槍ドラゴンアントラーをモチーフとしている。「16」のセンタイナンバーはなく、肩や額には「Z」のモチーフが刻まれている。
- 撮影用スーツはアップ・アクション兼用の1着が制作されている。ゼンカイザーの顔部分は型も含めて新規に起こされているほか、一切ゼンカイザーのスーツは使用されていない。タイツ、関節部などの袖パーツの順に着込み、ウレタン注型によって成形された各パーツを装着している。ゼンカイテンランスはアクション兼用の1本が制作され、ウレタンによるワンオフ造形で、先端部はパーツ換装によってナイロンテープを装着し、表現している。ゼンカイテンランスは元々一体成型だったが、アクション監督の福沢のアイデアで先端部の分離ギミックが追加された。スーパーゼンカイザーのスーツアクターを務める高田は、全ての動きをスーツの大きさが妨げていたといい、手甲があることで手首が返せなかったため、上手くゼンカイテンランスが振り回せなかったという。
- ゼンカイテンランスでの戦い方は『モンスターハンターライズ』のライトボウガンでの戦い方（鉄蟲糸技）を参考にしている。

ジュラン
ゼンカイジャーの一人であるキカイノイド。一人称は「俺」で、「よろしこ」「ぶっちゃけ」「ちょ、待てよ」といった独特の言い回しを多用し、ステップをよくとる。腰痛持ちで暑がりの汗っかき。
パーティーが好きで渋くてクールなイケオジであると本人は自認しているが、傍から見ればかっこつけの少しウザい頑固おやじ。だが、メンバーの中では最年長であるため、介人やキカイノイドの暴走に対しては大人の視点で諭す面倒見が良い保護者のような存在である。マジーヌとは幼少期からの付き合いで遊び相手をしていた。
人間たちにはキカイトピアが融合した当初から興味を抱いており、バーベキューパーティーに飛び入り参加するなどして親睦を深めようとしていた。しかし、その最中にトジテンドが武力侵攻で会場を荒らし、キカイノイドの姿であることから偏見を持たれ、トジテンドと一緒くたに怯えられてしまう。落ち込みながらもクダックに襲われた少年を庇ったことで、それを助けた介人にゼンカイジャーとして戦うことを求められる。最初は前述の経緯から恐れていたが、彼と助けた少年からの感謝と親愛を受けたことでその思いが氷解し、ゼンカイジャーとして戦うことを決意、2人目のメンバーとなった。
- ジュウレンジャーをモチーフとしていることから、恐竜の特徴が古いなど、連想していっておじさんキャラとなった。ただし、おじさんキャラは世代によって年齢感が違うため、メインライターの香村の世代から見たカッコいいお兄さんであるキムタク辺りを目指しているおじさんとなったが、竹内と浅沼の演技で当初よりおじさんになっていったという。イメージソースは「キムタクぶっている人」で、カッコいいとダサいの間の絶妙なラインをいっているといい、真っ直ぐさや強さより、融通の利かなさや包容力、ほんの少しの哀愁、少し笑ってしまうカッコつけ感を大事にし、真剣な話を介人とする際にはわざとおどけて見せるように意識したという。「ちょ待てよ」や「ぶっちゃけ」などのような感じのセリフがあるが、「メイビー」や「やっちゃえ、ガオーン」などもアドリブで入れている。高所恐怖症や怖がりキャラ、腰が痛がって座るところでは座るという設定は、ジュラン役の浅沼やスーツアクターを務める竹内のアドリブから生まれたものであるという。マフィンの持ち方も、CMでのキムタクの持ち方にしているという。また、竹内はダンスを踊る展開があったことから、矢沢永吉がノッている動きも入れているという。
- 服装は『ジュウレンジャー』のゲキの衣裳を踏襲してメカ化した最大公約数のようなレッドのレンジャーとなっている。個々の衣裳部分は短パンとなっている。頭の白いギザギザは、毛が恐竜の頭部に生えていたという説を元に、ティラノサウルスの頭頂部の毛に見立てたものとなっている。頭の両側に顔とは別にティラノサウルスの目が付いているのは、過去のスーパー戦隊でマスク全体がモチーフ生物の顔を模していてその目が付いているもののオマージュとなっている。
- マスクはアップ用・アクション用の2個が制作され、呼吸用の孔が至るところに設けられているほか、視界を決める覗き穴も大きく設けられている。当初はウエットで作られていたが、暑かったためタイツに改良された。
- 第17カイ！は、『スーパーヒーロー戦記』と並行して撮影していたことから、ジュランの出番が多かったため、テレビシリーズでの負担を軽くするためのギミックであったが、透明になってゴミ袋に埋もれたり服が被さるシーンでも、竹内が合成用のグリーンマンの衣装を着てその中で演じていた。

ゼンカイジュラン
ジュランが変身する戦士。キーカラーは赤。キャッチフレーズは「恐竜パワー！」。専用武器は剣ジュランソードと盾ジュランシールドで、ソードに胸の口から吐いた炎を纏わせることも可能なほか、ゼンカイオーの武器としても使用される。必殺技は敵を炎で焼き尽くすファイヤーソニック。
- スーパー戦隊シリーズでは初めて赤のキーカラーの戦士がセンターを務めていない。当初はジュランをグリーンや青にする案があったが、ゼンカイオージュラガオーンの半身がグリーンになるとパンチが弱くなるという意見があったことと、ゼンカイザーの色をレインボーカラーに変えたことからレッドとなった。
- 『ジュウレンジャー』の大獣神がモチーフ。額のセンタイナンバーは「16」。
- 撮影用スーツは、アップ用・アクション用・超アクション用がそれぞれ作られ、軽くて動きやすいものであるという。マスクの眼部分には電飾のLED板が仕込まれ、頭頂部にバッテリーを内蔵することで常時点灯してのアクションが可能。
- 名乗りは『ジュウレンジャー』のティラノレンジャーをアレンジしたものとなっている。

ガオーン
ゼンカイジャーの一人であるキカイノイド。一人称は「僕」。
基本的には温厚で優しく、ハイテンションで陽気な性格をしており、機械ではあるが、「丸くてキュート」という理由から人間を含めた地球上の全てのかわいい動物を愛し、介人はペット扱いしている。その反面、トジテンドに支配されていた過去から同種のキカイノイドを毛嫌いし、冷たく接する。だが、丈夫なキカイノイドに対し、弱い人間を攻撃することができず、ジュランたちの攻撃からステイシーを庇うなどしていたが、介人の言葉を受けてその態度を軟化させ、ジュランたちを名前で呼ぶようになった。料理が得意だが、猫舌。
街中で飼い犬を含めた動物たちを愛でようとしていた際に、ゼンカイジャーのメンバーをスカウトしようとしていた介人を気に入り、彼に近づいて友達になろうとし、その彼からゼンカイジャーとしてスカウトされるも、当初はキカイノイドと関わりたくないという理由から断っていた。しかし、トジテンドが侵略活動で他の動物たちを傷つける光景に怒りを露わにし、人間界のあらゆる動物たちを守るためにゼンカイジャーとして戦うことを決意し、3人目のメンバーとなった。
- 百獣戦隊をモチーフとしていることから、動物好きとなったが、それだけでは弱いと思ったため、介人やヤツデといった人間たちも動物と見て可愛がっている変な人となった。キカイノイドに対しての態度は、人間でいう人付き合いが苦手で、犬猫は好きという人のような感じであるという。
- 服装は『百獣戦隊ガオレンジャー』の鷲尾岳のコスチュームをモチーフとした衣裳を着たイエローのレンジャーとなっている。個々の衣裳部分はベストとなっており、ドッグタグと背中に入るマークは鷲尾岳のジャケットに描かれたシルエットとロゴを合わせている。ドレッドヘアのような後頭部から垂れ下がったチューブは、タテガミから発想したものとなっている。
- スタイリングはゼンカイガオーンから換骨奪胎によるものである。ジャケットは背中の隠しジッパーによって左右に分割することで容易にスーツ時の脱着が可能となる。脛のアクリル製のファーは洗濯ができず、ブラッシングをカットごとに施して毛並みを揃えている。ドレッドヘアー状のコードはアクション時の断裂を防ぐため、ナイロンザイルの芯をネオプレーンゴム製のチューブに通している。
- 第16カイ！での冷蔵庫は、実物の冷蔵庫の中身を抜き、背負ってからスーツを装着している。

ゼンカイガオーン
ガオーンが変身する戦士。キャッチフレーズは「百獣パワー！」。体躯は大柄だが、猫科哺乳類のような俊敏な動きで戦う。専用武器は手で持って左腕に覆う手甲ガオーンクローで、ゼンカイオーの武器としても使用される。
- 『ガオレンジャー』のガオキングがモチーフ。額のセンタイナンバーは「25」。
- 当初は原典と同様に口や鼻が設けられていたが、左右合体するゼンカイジュランとのバランスを取る形となった。
- アップ用スーツにはゼンカイジュラン同様、電飾が施されている。アップ用スーツはゼンカイジュランとの合体時のシルエットでのシンメトリ性を重視してゼンカイジュランとほぼ同様のパーツ構成&造形手法となっている。
- 名乗りはガオレッドを基にアレンジしたものとなっている。ゼンカイガオーンのスーツアクターを務める蔦宗は右利きだが、ガオーンクローを左に持つという設定から基本的には左でやっている。

マジーヌ
ゼンカイジャーの一人であるキカイノイドで、メンバーの中では紅一点。一人称は「自分」で、「ぬぬぬ」という疑問符や「はちゃめちゃ」という言葉が口癖で、基本的に語尾に「〜す」と付けて話す。
オカルトやファンタジーが好きで、占いが趣味。普段は占いを路地裏で営んでおり、子供たちからの信頼も厚い。引っ込み思案でドジっ娘な性格で、あまり言葉を強く上げることはなく、急に話しかけられると取り乱してしまうほどの人見知りなオタク気質。しかし、好きなものを貶されると一気に激昂して早口になり、その剣幕はガオーンが思わず仰け反って謝罪をしてしまうほど。整理整頓が苦手だが、目当てのものをゴミ山の中から探す能力に長けている。ジュランとはキカイトピアに住んでいた幼少期にご近所付き合いで一緒に遊んでもらった仲で、ゼンカイジャーに加入するまでは「ジュランおじちゃん」と呼んで慕っていた。
コオリワルドと交戦していた介人たちゼンカイジャーと出会い、占いが好きだと知った介人に頼まれてワルドの場所を占うも、全く当たらずに落ち込んでしまう。その際にゼンカイジャーにスカウトされたが、フィジカル的なことに自信が持てずに受けられずにいた。しかし、「占いは当たらなくても面白い」と占いを認めてくれた介人の言葉で強さを得て、占いを始める時の気持ちを思い出し、融合した新しい世界を守るために勇気を出してトジテンドの戦いに参加、ゼンカイジャー4人目のメンバーとなった。
- モチーフは魔法戦隊ではあるが、序盤から魔法使いではないと思い、神秘的なことが好きなオタクとなったが、内にこもりすぎるのではなく、バカにされたりするとすぐにキレるような性格となった。ジュランと知り合いという設定は、第3カイ！の制作時に後付けで考えられたものである。序盤のころは台本に「早口で」と書き、行数のある感じのセリフにしたといい、その後も踏襲されていったという。偏食や大食いという設定はジュラン役の浅沼のアドリブであるという。「ぬぬぬ」は思っている感情を出せずに、何か出したいという感じで「うーん…」というのが「ぬぬぬ」になったといい、マジーヌにとっては「あー」が「ぬー」になっているだけで、息をしているイメージであるという。
- 服装は『魔法戦隊マジレンジャー』の小津芳香の衣裳がモチーフ。個々の衣裳部分はスカートとなっており、原典での衣裳のスカートと上着の裾が重なった部分をメカ化して表現した結果、二重になっているようになった。魔法使いという設定ではあるが、ゼンカイマジーヌにあった翼やマントをあえてカットしており、少女らしいプロポーションとよりロボットらしい顔となっている。少女っぽさを曲線主体で残しつつ、魔法使いにも見えるようなギリギリのラインを攻めたスタイリングとなっている。女性キャラの表現としてバストを強調しないデザインとなり、女性性をアピールするためにリテイクを重ねてより女性らしいシルエットとなった。ゼンカイマジーヌがドラゴンに変形することから、頭部はベビードラゴンがうずくまったようなイメージでデザインされ、歴代ピンク戦士がハートの意匠が組み込まれることが多いため、そのオマージュとして後頭部から伸びたコードの先がハート型の飾りであったり、額の翼の間がハートマークに見えるようにまとめられた。

ゼンカイマジーヌ
マジーヌが変身する戦士。キャッチフレーズは「魔法パワー！」。「ぬぬぬマジーヌ」の呪文を唱えて発動するマジ呪文を用いたトリッキーな戦闘スタイルを魅せる。専用武器は魔法の炎などを打ち出す魔法の杖マジーヌスティックで、打撃系の武器やゼンカイオーの武器としても使用される。
- マジーヌ役の宮本は、ゼンカイマジーヌに変身してからはコミカルさを少し減らしているという。
- 『マジレンジャー』のマジキングがモチーフ。額のセンタイナンバーは「29」。
- モチーフのマジキングを女性型にアレンジしている。マジキングの要素は胸に入っているMのディテールとエナン（とんがり帽子）のような頭部の意匠のみで、あとは魔法使いに見えるように金髪のディテールを設けるなど全体的にアレンジを効かせている。歴代の女性戦士の中でも数人しか存在しない非スカートタイプのハイレグ風のディテールとなっている。
- 肩から伸びた翼パーツは、シートをレーザーカットしたものを積層造形することで表現している。他の3体同様、電飾がアップ用スーツに仕込まれている。
- 名乗りはマジレッドをアレンジしたもので、締めには「M」の形を両手全体で表現する。魔法の杖に跨っての超低空飛行シーンはセグウェイに乗り、表現している。

ブルーン
ゼンカイジャーの一人であるキカイノイド。一人称は「私」。
あらゆるものに疑問を持ち、何かと気になることがあると戦闘中でもウザいくらいに質問攻めにして答えを追求してくる好奇心旺盛で、誰に対しても敬語を使う生真面目な学級委員タイプ。マジーヌとは対照的なキレイ好きで整理整頓が得意。趣味は読書で、地元の常連の図書館には自身のオススメ100冊のポップが貼られている。一度交戦したワルドの名前をすべて覚えているなど、桁違いに高い記憶力を持つ。キカイトピアにいたころからその知りたがりな性格は健在であり、庶民の生活に甘んじていては何一つ疑問を解き明かせないという理由からトジテンドに押しかけて従軍を希望したという経歴を持つ。
トジテンドの掃除係をさせられており、構成員たちからはその性格からぞんざいに扱われているが、トジルギアの機密情報を知ったことでトジテンドパレスから逃亡する。その中でゼンカイジャーのメンバーと出会い、ギアの力で戦う彼らと見知らぬ物事で溢れる地球に興味を抱き、自身の疑問にも真剣に向き合ってくれる介人の心根を感じ取り、その後は自身に何も教えてくれず、挙句には粛清しにきたイジルデを呼び捨てにしてトジテンドへの決別と名前を宣言し、ゼンカイジャー最後のメンバーとして仲間入りを果たした。
- ボウケンジャーがモチーフであり、ボウケンジャーの冒険にはフィジカルだけではなく知的好奇心がその原動力にあるため、知的好奇心がある人となったが、ただ賢いと「おバカなスーパー戦隊」に反するため、今は全然何も知らないが人一倍知りたい欲だけはあるようにすることで、トジテンド側の圧政によって教育が受けられなかったこととなった。
- 服装は『轟轟戦隊ボウケンジャー』の最上蒼太の衣裳がモチーフで、左右非対称の色分けや、左胸に片方のみ付いていたジッパーのポケットを胸パーツの側面に左側のみダクト状のディテールとして取り入れている。原典の衣装の右腰に着けていたウォレットチェーンをケーブルとして落とし込んでいる。また、動きやすくするために太腿のプロテクターのようなパーツは前面のみで後ろ側までは覆われていない。
- 佐藤は『赤い戦い! オール戦隊大集会!!』時の知的好奇心旺盛で四角四面の性格という設定で、堅く見える声を想定していたが、同作品のエンディングで岡田のアドリブによるブルーンが前のめりにすっ転ぶシーンを見たことで、芝居の方向性が決まったという。台詞中に「ややっ」というものがあるが、これは元々「むむっ」というセリフだったものが、マジーヌの「ぬぬ！」というセリフと酷似することから、それに対するアイデンティティとして変更されたものである。
- 一番身長を大きく見せるため、ゲタを履いている上げ底構造のスーツになっていることから、小柄なマジーヌにたいして大柄により見えるように制作されている。キカイノイドの変身前のスーツに服のようなものを着させたいという話となり、他の3人は決まっていった中でスーツ造形がいかついシルエットのブルーンには着せられるものがなかったため、メガネをかけることとなった。メガネパーツは取り外し可能で、別表情用のシールを付けることでメガネを取ると糸目になるようになっている。

ゼンカイブルーン
ブルーンが変身する戦士。キャッチフレーズは「轟轟パワー！」。上半身と下半身が分離可能。四肢のタービンホイールで走行する。専用武器はツルハシ型の武器ブルーンピッカーで、ゼンカイオーの武器としても使用される。
- 『ボウケンジャー』のダイボウケンがモチーフ。額のセンタイナンバーは「30」。
- 『ゴーバスターズ』以降、使用されてきたメカメカしさを出すためベーススーツ部分を隠すための蛇腹パーツが、関節部などに見られる。電飾がアップ用マスクに仕込まれている。第18カイ！では『ジェットマン』の原典を完コピするためにバタフライナイフのように小さなブルーンミニピッカーが作られた。

### 世界海賊ゴールドツイカー一家
カイゾクトピア出身である、世界を股にかける世界海賊（略称：界賊）。地球の大気圏外に浮かぶ界賊戦艦クロコダイオーを住居兼移動手段としており、一家4人はそこで生活をしている。
かつてトジテンドからパクった技術（盗作）を利用して作った並行世界ゲートで幾多の並行世界間を航行していたが、SDトピアを訪れた際にカッタナーとリッキーが呪いにかかって人間からSDの姿に変えられてしまい、そのSDトピアもトジテンドによってトジルギアに閉じ込められてしまったことでSDワルドを倒してSDトピアを解放することが戦う理由であることが明らかとなった。
「面白そうなことには、頭から突っ込め！」が一家のモットー。
ステイシーに憑依したゲゲの策略で生み出したSDワルドを倒したことで、SDトピアが解放され、カッタナーとリッキーの呪いを解くためにSDトピアへと旅立っていった。トジテンドとの戦いが終結した後、カッタナー・リッキーは呪いが解かれて元の姿に戻っているが、フリントの発明により、SDの姿になれるようにもなっている。また、弱い相手からの海賊行為は「面白くない」と気づき、控えるようになっている。
- 本作品が人間1人と機械生命体4人であることを大きく打ち出していたため、6人目の追加戦士にするのではなく、追加戦士のみの別のワンチームにすることとなり、海賊ということから一味や一家のイメージで本作品の裏テーマでもある「家族」ということとなり、介人たちが疑似的な家族であるのに対して、血のつながった家族となった[72]。また、ゴーカイジャーのように海賊団であると、一緒にいる理由や集まった背景が必要になることから、人間を増やすと変身する必要があり、背景を掘り下げる機会を多くはもらえないことから、説明なしで一緒にいても不自然ではない家族ということとなり、カイゾクトピア出身にすることで、海賊行為を一家でしても不自然がないようになっている[31]。
- 衣装やアクセサリー、戦艦などのモチーフとして、海賊が肩に乗せているオウムが案に挙がったが、それではセッちゃんと重複することから、海賊といえばワニ、というイメージからワニとなった[72]。
- カッタナーとリッキーのデザインはPLEXが担当[73]。カットに応じてパペット、リアルタイムCGによるライブ合成、後処理のCGの3種が選択される[73]。いわゆる棒使い人形のパペットはそれぞれの手と頭部が下からの操作で可動する[73]。

ゾックス・ゴールドツイカー
界賊一家の長男。8月13日生まれ。一人称は「俺」。妹たちからは「アニキ」、ジュランからは「海賊の兄（あん）ちゃん」と呼ばれる。トジテンドパレスから奪った設計図で、妹のフリントによって開発されたギアダリンガーとセンタイギアを使用して、ツーカイザーに変身する。
歌と踊りが得意で、普段はノリのいい陽気な性格の持ち主で、面白いと思ったことを優先するが、界賊らしく欲しいものは奪ってでも手に入れる主義であり、そのためならどんな相手にも一切容赦しない。その一方で、勝負にはそれなりの誇りとこだわりを持って挑んでおり、その中で負けたのであれば素直に認め、約束はしっかりと果たす律儀な一面も持つ。また、家族思いな一面もあり、妹や弟がワルドの作戦に巻き込まれた際には静かな怒りを持ってワルドに戦いを挑んでいる。介人以外のゼンカイジャーは色で「赤いの（ジュラン）」「青いの（ブルーン）」などと呼んでいる。
ゼンカイジャーとステイシーとの戦いに突然現れ、ステイシーからギアを強奪するために急襲した。その後は人間界での価値観の違いもあり、平然と海賊行為を行っていたが、介人と「この世界で海賊行為をしない」という約束をかけた戦いで負けを認め、彼なりに常識的な行動を心がけるようになる。
しかし、周囲の住民を巻き込むことも厭わず、トジテンドと戦っていたため、介人たちから反感を買ってしまう。お互い干渉せずに戦い、介人たちが住民たちを守ることを決めたことで解決するが、和解はしなかった。家族共々介人のことは面白いと感じており、ステイシーがトジテンドに誘ってきた際にはゼンカイジャーに取り引きの内容をあっさりと話して共同戦線を行い、敵対するという芝居を打ってステイシーの作戦を破綻させている。
- 名前の由来は、海賊から、苗字の由来は、金、追加から。プロデューサーは『ゴーカイジャー』のバスコ・タ・ジョロキアが丸くなったバージョンをイメージしていたという。
- タンバリンを持つ『ゴーカイジャー』をモチーフとした6人目、という設定から、ミュージックトピアの人間という案もあったが、ツーカイザーがゴーカイジャーそのままのデザインであったため、海賊ということとなった。「ヨホホイ」という台詞は海賊であることから「ヨーホー」という台詞が挙がったが、ノリが良いときに言いづらく、特徴を付けるために「ヨーホー」と「ヤッホーイ！」を組み合わせて少しダサめにするものとなった。
- 第29カイ！のテニスのラケットは、ギアダリンガーを左手で持つことから、それに合わせて左手で持っているが増子は右利きのため、サーブを左手で打つのがきつかったという。第33カイ！のヤンキーの髪型は『東京卍リベンジャーズ』のマイキーをイメージしていたが、似合わなかったことからエクステを襟足に付けるものとなった。第47カイ！の再登場のシーンは、『テン・ゴーカイジャー』とゴーカイジャーの登場シーンと同様のアングルとなっている。

ツーカイザー
ゾックスが変身する戦士。キャッチフレーズは「海賊のパワー！」。キーカラーは金色。
陽気な踊りと歌を得意とし、少し気の抜けた掛け声とは裏腹に、攻撃は痛快で容赦がない。
その容姿や装備などのデザインは海賊戦隊ゴーカイジャーの並行世界を訪れた際にフリントがゴーカイジャーをかっこいいと思ったため、パクっている。
必殺技はギアダリンガーの舵輪を回して、強力なエネルギーの刃を飛ばすツーカイザー・ゴールドスクランブル。
フリントと心が入れ替わった際には、フリントの体でフリント体に変身した。スピンオフ『ツーカイザー×ゴーカイジャー』ではフリントがゴーカイセルラーとツーカイザーキーでスカートが付いたツーカイザー（フリント）に変身した。
- モチーフはゴーカイレッドとゴーカイオー。これについて、プロデューサーの白倉は、ゼンカイザーが『ゴレンジャー』のアカレンジャーから拾ったため、明確に初めてアニバーサリーを銘打ったゴーカイジャーで迎え撃つことになったという。デザインもどう考えてもゴーカイジャーであったことから、劇中でもパクったこととなった。変身アイテムがタンバリンであることから、ダンスで変身するものとなった。額のセンタイナンバーは「35」で、エンブレムはカットラスが交差したものとなっている。
- デザインはPLEXが担当。頭部の形状はゴーカイレッド、シルエットはゴーカイオーを踏襲し、肩アーマーにはクロコダイオーをイメージしたギザギザを入れている。
- 撮影用マスクはアップ用・アクション用がそれぞれ1着製作されている。パーツを形態に応じて換装している。アップ用は光沢感を重視し、アクション用はゴールド部分の素材を薄手にしている。ツーカイザーのスーツアクターを務める伊藤は、肩のアーマーが干渉するため、柔らかい素材にしたことが例年との微妙な違いであったという。
- ツーカイザーのスーツアクターを務める伊藤は、カッタナーとリッキーのセンタイギアを使う際にのみ、家族を大切にしていることから、「力、借りるぜ!」と言いながら、指でギアを叩いている。これは当初、ゾックスの初登場時の変身時にギアにキスをしていたことから、それを真似しようとしたが、面であると伝わりづらいことから、指で合図するものとなったという。増子の演技を見るまではいいもの寄りになった『ゴーカイジャー』のバスコのような感じと聞いていたため、少しだけゴーカイレッドなどの雰囲気に寄せていたという。
- 名乗りの際のフォントはゼンカイジャーの昭和プロレスのような書き殴った感じに対して平成のバブル感、ピカピカのネオン感を狙っている。変身シークエンスは、白バックであったゼンカイジャー側に対して黒バックにし、全体的に金色にし、金の紙吹雪を最後に足して派手にしている。

ツーカイザーオーレンフォーム
ツーカイザーがセンタイギア 19 ツーカイリッキーを使用することで変身する武術特化フォーム。変身時のダンスはインド風。
強いパンチ力と超力を有しており、怒涛の連打による徒手空拳を得意とする。必殺技は全身にオーラを纏って真下に拳を叩きつけることで、敵の上空に出現するワームホールから巨大な拳で押しつぶすツーカイザー・超力スターナックル。
- 『超力戦隊オーレンジャー』のオーレンジャーロボとキングレンジャーがモチーフ。額のセンタイナンバーは「19」。額のマークを変えるという話になり、マークが変わった際に分かりやすいものとしてオーレンジャーの「星」となった。陣羽織風であったシンケンフォームに対して、オーレンジャーのモチーフであった古代文明からの引用で古代エジプトの服のような要素を取り入れ、しっかりと陣羽織を着込んでいたシンケンフォームに対して、少し軽めの感じでデザインされた。
- ゾックス役の増子は、ゾックスではなく、リッキーのキャラを意識して声を低くしているという。

ツーカイザーシンケンフォーム
ツーカイザーがセンタイギア 33 ツーカイカッタナーを使用することで変身する剣術特化フォーム。変身時のダンスは日本舞踊風。クールな振る舞いと歌舞伎役者のような名乗りが特徴。
ギアダリンガーをソードモードに変えて、冷静沈着かつ流麗な剣術で攻撃する。必殺技はギアダリンガーソードモードの剣に炎を纏わせ、袈裟懸けに敵を一刀両断する痛快斬・真剣一閃。
- 『侍戦隊シンケンジャー』のハイパーシンケンレッドがモチーフ。額のセンタイナンバーは「33」。額のマークを変えるという話になり、マークが変わった際に分かりやすいものとしてシンケンレッドの「火」となった。
- 撮影用スーツは実際のスーツに様々なマテリアル生地で縫製された赤い陣羽織を装着して面ファスナーで固定する形で表現している。
- ゾックス役の増子は、ゾックスではなく、カッタナーのキャラを意識してはっちゃけた感じにしているという。カッタナー役の鈴木は、成長した数年後のカッタナーをイメージして演じているといい、剣技や侍に興味を持ち、言葉遣いもそれに寄せた感じにしているという。

スーパーツーカイザー
ツーカイザーがゼンカイジュウギアによってスーパーチェンジ痛快変身する強化形態。キャッチフレーズは「海賊のパワーアップ！」。第44カイ！では直接この形態に変身した。速度が上昇し、高速移動による攻撃を可能とする。シンケンフォーム同様ギアダリンガーソードモードを使用。必殺技は竜巻状のエネルギーを無数のミサイルに変化させて放つツーカイザー・レックスリフレイザー。
- 『タイムレンジャー』のブイレックスロボがモチーフ。額のセンタイナンバーは「35」。
- ゼンカイザーと同様にVのツノを付けている。
- アップ・アクション兼用の換装パーツをマスクに装着し、マントと肩、胸プロテクターをスーツに着込む形で表現している。アンテナパーツはアップ用・アクション用の硬軟2種類がそれぞれ制作されている。
- 変身時のダンスはゾックス役の増子が振り付けを考案している。

スーパーツーカイザーSD
スーパーツーカイザーがゼンカイジュウギアによって、カッタナーやリッキーのようなSDサイズに巨大変身した姿。フリント曰く「デザイン的な問題」。機動力が高く素早く飛び回り、胸部にはカイジュウヘッドがあり障害物を噛み砕く。

フリント・ゴールドツイカー
界賊一家の長女。2月10日生まれ。一人称は「あたし」。
勝気な性格をしており、介人にゾックスの子分と間違えられて激怒したこともある。だが、カッタナーとリッキーがトジテンドの罠にかかった際には自分を責めていることもある。
一家のエンジニアを担当しており、トジテンドパレスから強奪した五色田夫妻の設計図を元にギアダリンガーとセンタイギアを開発したほか、ゼンカイジャー用のギアを参考にツーカイザー用のギアを作成することもある。また、自身も銀色のフリントロック銃を所持しており、トジテンドパレスに侵入した際には銀色のハンマーを振るって戦う一面やトジテンドたちとの戦いではフリントロック銃でクダックたちに乱射する一面も見せていた。
幼少期に人生で初めてオルゴールを作ったものの、満足できるクオリティーではなかったため、海に投げ捨てたが、ゾックスが探して見つけてくれたことから、今でも大切にしている。
- 名前の由来は、フリントロック銃から。カッタナーとリッキーの名前が先に決まっていたことから、銃ということとなった。
- 当初はフリントはゴールドツイカー一家にはいなく、ゾックスとリッキー、カッタナーは決まっていたが、3人であると場が成立しにくいため、ゾックスと一緒にいる人間をもう一人欲しいということで、介人に対するヤツデのようなポジションの人間の妹として生まれた。当初は番組開始時のレギュラーキャラに、『リュウソウジャー』の龍井ういのように女子がサブメンバーを入れるかどうか検討していたが、1人の人間と4人のロボという初見の印象を視聴者に与えるため、変則的な戦隊をやるのであれば、思い切り一回振り切った方がいいと思い、ヤツデはいることから、介人とヤツデの二人のみで人間は始めて、必要になったら人間を増やせばいいと思ったという。そして、ステイシーが増え、ゾックスの芝居相手になる人間として人間の女子を入れることとなった。また、ゾックスたちのアイテムの出所を明確にするため、変身する兄や、弟もSD化されており、戦闘時には兄をフォームチェンジさせる役割があり、唯一の普通の人であることから、設定上の問題から優秀な技術者ということとなった。ヒーローではなく海賊であり、頭はいいが少しヤンチャな妹感を出すために強めな口調となった。
- プロデューサーの武部は、ゼンカイジャーのヒロインはマジーヌで、本作品の番組としてのヒロインがヤツデであるため、オーディションでもフリントはヒロインではないという文言が入れられていたという。
- 第32カイ！でゾックスと入れ替わった際の「俺ら」「私たち」「入れ替わってる!?」という2人のセリフはゾックス役の増子とフリント役の森のアドリブであるという。
- スピンオフでツーカイザーに変身した姿は、ゴーカイジャーのシステムで変身しているため、女性が変身するとスカートを着用した女性のスーツになるというルールに則ったものとなっている。ただし、シアターGロッソでフリントがツーカイザーに変身するという展開はスピンオフ制作の時点では知らなかったという。

カッタナー・ゴールドツイカー
界賊一家の双子の兄（次男）。4月9日生まれ。一人称は「俺」。性格は少しクールである。好物はあんパン。
侍戦隊シンケンジャーの力を宿し、普段は小柄だが、ツーカイザーがセンタイギア33番のツーカイカッタナーを使用することで巨大化し、ツーカイザーに宿ってアーマーとなり、心身をシンクロすることでシンケンフォームにチェンジさせる能力を持っている。
また、クロスカイオー操縦時には巨大化する。
- 刀を使うため、シンケンジャーのシンケンオーがモチーフとなった。そのため、クールぶりたがりなお兄ちゃんということとなった。
- シンケンオーの頭部のツノなどの特徴的な要素のほかに、刀部分にはシンケンオーの刀にも入っていた獅子、龍、亀、熊、猿の筆文字の模様を入れている。
- 武士をイメージして片手を動かし、フリントたちの上手にいるようにしている。第32カイ！でリッキーと入れ替わった際には操演する人物も入れ替わっている。
- 心根がクールに侍であることから、少しだけ冷静な部分を持っていると思い、普段は子供らしく可愛らしく、シンケンフォームや巨大ロボの際はクールにカッコよく、というギャップを付けるために、ガラッと声音を変えている。

リッキー・ゴールドツイカー
界賊一家の双子の弟（三男）で、末っ子。4月9日生まれ。一人称は「俺」。些細なことでもカッタナーと張り合うなど、少しやんちゃな性格。好物はクリームパン。
超力戦隊オーレンジャーの力を宿し、普段は小柄だが、ツーカイザーがセンタイギア19番のツーカイリッキーを使用することで巨大化し、ツーカイザーに宿ってアーマーとなり心身をシンクロすることでオーレンフォームにチェンジさせる能力を持っている。
また、クローリングオー操縦時には巨大化する。
- シンケンジャーがマスクに「火」などの文字が書いてあることから、それに対して★などのマークがあしらわれているオーレンジャーのオーレンジャーロボがモチーフとなった。カッタナーとリッキーは、素直でやんちゃな弟という個性付けがなされており、リッキーはより子供のようなイメージとなっている。
- 頭部の意匠などはオーレンジャーロボと同じようにしている。
- 拳法をイメージして両手を動かし、フリントたちの下手にいるようにしている。第32カイ！でカッタナーと入れ替わった際には操演する人物も入れ替わっている。
- リッキー役の松田は、青色であることからクールなのを想定していたが、はしゃぐ系の青色ではしゃぎ方が自分に似ていたため、あまり作りすぎずにほぼ自然体で演じたという。

### ゼンカイジャーの関係者
五色田 ヤツデ（）
介人の祖母。功の母。駄菓子屋カフェ「カラフル」の店主。介人からは「ヤッちゃん」と呼ばれている。
- 名前の由来は、本作品の原作者である八手三郎で、名字の「八手」を「ヤツデ」と読みかえたものとなっている。
- 疑似家族のゼンカイジャーを繋ぎ止める重しという役どころとなっており、全体のまとめ役ではなく一緒に賑やかにワイワイやってくれる人というキャラクターとなっている。少し離れて見守る存在ということだったが、親であると近すぎるということとなり、孫と祖母の距離感にすることで、主人公を好きに動かしやすくしている。また、本作品がシリアス一辺倒にせず、日常生活にロボットたちがいる風景をしたい、というオーダーと主人公の父親が物語に絡むことが決まっていたため、指揮官のような第三者の立ち位置ではなく、みんなを見守るおばあちゃんということとなった。
- ヤツデ役の榊原は、キャラクターを1年間維持することから、ウィッグを提案したが、多少のヘアスタイルの変化をごまかすものとして、カチューシャを付けることとなった。

五色田 功（）
介人の父で、世界工学の研究者。1980年5月30日生まれ。並行世界存在説を提唱し、美都子とともにスーパー戦隊の能力を元にセンタイギアやギアトリンガーを開発するが、10年前の2011年2月20日に行方不明となっている。ブルーンの情報によれば、トジテンドのイジルデの研究グループの中にいたことが明かされている。
その後、イジルデの研究所にあるコールドスリープシステムにサンプルとして保管されていたことが明らかになり、イジルデによってハカイザーとして改造され何度もゼンカイジャーを苦しめたが最終的に息子の介人とジュランたちによって洗脳が解かれた。
そしてフリントの説明を聞いて制作した並行世界間ゲートを用いて美都子を探す旅に出た後にスシトピアで再会を果たし帰還した。
- 名前の由来は、『秘密戦隊ゴレンジャー』の主題歌を担当していたささきいさお（佐々木功）。
- 親が協力者であるとストーリーを左右してしまうことから、行方不明ということとなった。
- 功役の川岡は、博士感を出すために、『バック・トゥ・ザ・フューチャー』のドク博士のような変な恰好や特徴ある髪型を考えていたが、監督と話し合った結果、介人と髪の流し方を逆方向にしている。

五色田 美都子（）
介人の母で、夫同様研究者。並行世界存在説を提唱し、功とともにスーパー戦隊の能力を元にセンタイギアやギアトリンガーを開発するが、10年前の2011年2月20日に行方不明となっている。ブルーンの情報によれば、トジテンドのイジルデの研究グループの中にいたことが明かされている。
その後、イジルデの研究所の床下にあるコールドスリープシステムにサンプルとして保管されていたことが明らかになり、イジルデがステイシーの治療に彼女の血液を利用している。ステイシーによってコールドスリープ状態を解除されたことで覚醒し、並行世界間ゲートでトジテンドから逃亡し、消息不明となってしまう。しかし、その後はスシトピアで暮らしていたことが明かされ、功と再会し無事に帰還した。
- 名前の由来は、『秘密戦隊ゴレンジャー』の主題歌を担当していた堀江美都子。
- 美都子役の甲斐は、過去に自身が演じた『仮面ライダーオーズ/OOO』の白石知世子の明るいところや、『ジュラシック・パーク』のエリーの生き様などを参考にしたという。

セッちゃん
介人の友達として功と美都子が開発した鳥型玩具ロボ。並行世界に存在する歴代スーパー戦隊のデータがインストールされている。一人称は「オイラ」で、語尾に「チュン」と付けて話すが、スーパー戦隊に関する知識の解説時には、興奮してやや早口になる。
介人の「俺が世界を守る！結果出すまで、全力全開だ〜！」という言葉を聞いて覚醒し、有事の際を見越して仕込まれていたと思われるプログラムが発動してチューニングが完了し突然人語を喋るようになり、センタイギアの使用方法などをアシストするナビゲーターのような存在となる。
- 名前の由来は、「説明してくれる鳥」ということから「取説」からきている。
- デザインはK-SuKeが担当。ギアトリンガーありきで鳥型のマスコットロボという発注で、『ゴレンジャー』のバリドリーンやイーグルという名前の所属組織があることから、ワシがモチーフとなった。『ゴーカイジャー』のナビィのように無表情な丸い目となっている。ジュランたちと同様に『ゴレンジャー』の海城剛が私服でマフラーを首に巻いていたことから、マフラーを首に巻いている。
- ベースとなるボディー型にパーツを貼付して造形している。飛行時のバレとメンテナンス性を考慮してディテールが描かれた底板が作成された。当初はギニョールで表現される予定でデザインされたが、実際にはラジコンのプロボ操作によるものとなった。嘴開閉、首と羽の付け根が回転するようになっている。
- 福圓は、自身が1歳のころから大切にしているクマのぬいぐるみが喋り出したら、という想像を少し入れているという。取扱説明書が名前の由来であり、過去のスーパー戦隊に詳しいという設定から、興奮すると異常なテンションになると思ったことが役作りのきっかけになったといい、嫌われないくらいの絶妙なウザさになればいいという。

### その他
神様
本作品に登場する全ての並行世界を作ったとされる存在。一人称は「僕」で、常に猫撫でのような甘い声で話す。トジテンドでゲゲの身体を乗っ取って、ボッコワウスに甘い声で進言するなどして取り入っていた人格の正体であり、後にステイシーにも乗り移って脱獄の手引きをし、その正体が明らかになった。
誰に対しても馴れ馴れしい態度で接し、飄々とした掴みどころのない性格の持ち主で、トジテンドでステイシーに成りすまして対立させる構造を作るだけでなく、ゲゲを使ってSDワルドを生み出したり、かと思えばカイゾクトピアを解放したりするなど、その行動には謎が多い。
前述の通りゲゲやキカイノイド、ステイシーの身体に憑依して宿主の記憶を覗き見たり、ダイワルドのトピアの力を奪い取って消滅させるなど、常人やキカイノイドを逸脱した能力を持っている。加えてボッコワウスの懐に言葉巧みに付け入れたり、トピアの特色を理解した上で作戦指揮を行うなど、頭も非常に切れる能力の持ち主である。
その目的はトジテンドに蹂躙された自身の気まぐれで作った世界を元の姿に戻すことであり、カイゾクトピアを解放したのも世界の住民が入り乱れていて混乱していた状況をリセットするためであり、そのために人間界にいたキカイノイドたちを並行世界間ゲートでキカイトピアに強引に戻したりしていた。自身の作った世界が増えすぎてしまい、それでも消すことが勿体無いと考えていた神様はイジルデがトジルギアの研究をしていたことに気づき、彼が開発したトジルギアの技術を利用して世界を「記念」として整理して残そうと目論んでいた。そして、なぜか融合して閉じることができなかった人間界とキカイトピアのどちらか面白そうな方を残そうと考え、人間界を残すことに決めた。
ボッコワウスたちトジテンドの壊滅後、ゾックスに憑依して一家をカイゾクトピアに帰還させ、全ての住民があるべき場所に帰ったことを確認し、介人に憑依してトジルギア装置を人間界に移した後に再起動し、人間界を除く全ての並行世界をトジルギアへと閉じ込めて目的を完墜する。しかし、センタイギアを持っていた影響で記憶が戻った介人がそれを受け入れるはずもなく、トジルギアの場所を賭けて対決。最終的に介人が提案したジャンケンの一発勝負で負け、あっさりと受け入れた神様はゼンカイジャーと関わるうちに並行世界に情が移り、本当は閉じ込めたくなかったのかもしれないことを吐露、介人にこれからは世界の一つ一つを大切にしてほしいと告げた後、トジルギア装置の場所を教えてそのまま姿を消した。
- 脚本の香村は、プロデューサーの白倉が初期のころに構想していたメモの中に書かれていた「主役は八手三郎の息子の八手四郎」や「アキバレンジャーのような戦隊」が頭にあったため、企画当初から神様は考えられていたという。

## ゼンカイジャーの装備・戦力

### 共通装備
センタイギア
ゼンカイジャーが使用する並行世界に存在するスーパー戦隊の力が凝縮された歯車型のアイテムで、変身や巨大化に用いられる。トジルギアのようにスーパー戦隊を世界ごと閉じ込めているわけではなく、スーパー戦隊の能力をイメージして作られたものである。表面のスーパー戦隊のセンタイナンバーと戦士の顔が描かれたヒーローサイドと裏面のスーパー戦隊のシンボルマークが描かれた機界サイドに分かれており、それぞれのスーパー戦隊をイメージした技や能力を使用できるが、ターボレンジャーギアのように原典にはない技や能力もある。また、ジュウオウジャーギアのように使用後に副作用が残る場合がある。
初期メンバーが使用するものは功と美都子が開発したものだが、ツーカイザーが使用するものはトジテンドパレスから奪った設計図を元に開発したものと初期メンバーのセンタイギアを参考に作り出した同様のギアの2種類がある。
ヒーローサイドの効果は、ゼンカイジャーが発動した場合は初期メンバーの能力、ツーカイザーが発動した場合は追加戦士の能力が発動される。
- レジェンドスーパー戦隊の能力の発動時には、主題歌の歌詞や名ゼリフを発することがある。使用時に登場するヒーローは名乗りの決めポーズとマークを基に作成している。マークなどは『ゴーカイジャー』でリファインされたものや当時の素材が用いられたが、『ジュウレンジャー』のバベルアタックなどCGがない時代の戦隊の必殺技エフェクトは一から作り直したり、リファインしているという。
- プロップのスケールは玩具と同様の大きさである。側面の歯車型の意匠は塗装処理によるものである。従来のように裏側のピンによる音声データの読み方ではなく、ギアの外周の凹凸によって裏表で128種類のパターンが作成された。

| センタイナンバー | 名称               | ヒーローサイドの効果 （○はゼンカイジャー使用時、☆はツーカイザー使用時）      | 機界サイドの効果                                          | 備考      | 初登場     |
| ---------------- | ------------------ | ---------------------------------------------------------------------------- | --------------------------------------------------------- | --------- | ---------- |
| 45               | ゼンカイザー       | ゼンカイザーへの変身○                                                        | 全界合体の発動                                            |           | 第1カイ！  |
| 16               | ゼンカイジュラン   | ゼンカイジュランへの変身○                                                    | - ゼンカイジュランの巨大化 - ジュランティラノへの機界変形 |           | 第1カイ！  |
| 40               | ジュウオウジャー   | - ジュウオウイーグルの野性解放の発動○ - ジュウオウザガンロッドの召喚☆        |                                                           | [注釈 11] | 第1カイ！  |
| 39               | ニンニンジャー     | 忍烈斬の発動○                                                                |                                                           |           | 第1カイ！  |
| 25               | ゼンカイガオーン   | ゼンカイガオーンへの変身○                                                    | - ゼンカイガオーンの巨大化 - ガオーンライオンへの機界変形 |           | 第2カイ！  |
| 06               | ゴーグルファイブ   | ゴーグルリボンの出現○                                                        |                                                           |           | 第2カイ！  |
| 26               | ハリケンジャー     | - 超忍法・影の舞の発動○ - 秘打千本ノックの発動☆                              |                                                           |           | 第2カイ！  |
| 29               | ゼンカイマジーヌ   | ゼンカイマジーヌへの変身○                                                    | - ゼンカイマジーヌの巨大化 - マジンドラゴンへの機界変形   |           | 第3カイ！  |
| 38               | トッキュウジャー   | 連結アタックの発動○                                                          |                                                           |           | 第3カイ！  |
| 30               | ゼンカイブルーン   | ゼンカイブルーンへの変身○                                                    | - ゼンカイブルーンの巨大化 - ブルーンダンプへの機界変形   |           | 第4カイ！  |
| 17               | ダイレンジャー     | - ダイレンロッドの召喚○ - 幻相鉄線の発動[注釈 12]○ - やまびこ道路工事の発動☆ |                                                           |           | 第4カイ！  |
| 45               | ゼンカイレッド     | ゼンカイレッドへの変身○                                                      |                                                           |           | スピンオフ |
| 42               | ルパンレンジャー   | イタダキストライクの発動○                                                    |                                                           |           | スピンオフ |
| 42               | パトレンジャー     | - イチゲキストライクの発動○ - 対象の融合○                                    |                                                           |           | スピンオフ |
| 41               | キュウレンジャー   | - 運気を呼び寄せる○ - 対象の巨大化☆                                          |                                                           |           | 第5カイ！  |
| 43               | リュウソウジャー   | リュウソウケンの召喚○                                                        |                                                           |           | 第5カイ！  |
| 36               | ゴーバスターズ     | 超スピード・超パワー・超ジャンプの発動○                                      |                                                           |           | 第6カイ！  |
| 18               | カクレンジャー     | 忍法・消身之術の発動○                                                        |                                                           |           | 第7カイ！  |
| 25               | ガオレンジャー     | 野生パワーの発動○                                                            |                                                           |           | 第7カイ！  |
| 01               | ゴレンジャー       | ゼンカイジャーハリケーン 消しゴムの発動○                                     |                                                           |           | 第7カイ！  |
| 10               | フラッシュマン     | ローリングバルカンの能力をギアトリンガーバズーカに付与させる○                |                                                           |           | 第7カイ！  |
| 44               | キラメイジャー     | - 魔進の召喚○ - 宝石状のエネルギーを放出○                                    |                                                           |           | 第8カイ！  |
| 35               | ツーカイザー       | ツーカイザーへの変身☆                                                        |                                                           |           | 第8カイ！  |
| 04               | デンジマン         | デンジパンチの召喚○                                                          |                                                           |           | 第9カイ！  |
| 19               | ツーカイリッキー   | ツーカイザーオーレンフォームへの変身☆                                        | ツーカイオーリッキーの界賊合体の発動                      |           | 第9カイ！  |
| 33               | ツーカイカッタナー | ツーカイザーシンケンフォームへの変身☆                                        | ツーカイオーカッタナーの界賊合体の発動                    |           | 第9カイ！  |
| 21               | メガレンジャー     | サイバースライダーの召喚○                                                    |                                                           |           | 第10カイ！ |
| 34               | ゴセイジャー       | - ウインドライブの発動○ - グランディオンヘッダーの召喚☆                      |                                                           |           | 第11カイ！ |
| 31               | ゲキレンジャー     | サイブレードの召喚☆                                                          |                                                           |           | 第11カイ！ |
| 13               | ターボレンジャー   | 対象にターボをかける○☆                                                       |                                                           |           | 第12カイ！ |
| 28               | デカレンジャー     | ディーワッパーの召喚○                                                        |                                                           |           | 第13カイ！ |
| 32               | ゴーオンジャー     | フルパワージェットダガーの発動☆                                              |                                                           |           | 第13カイ！ |
| 12               | ライブマン         | ファルコンセイバーの召喚○                                                    |                                                           |           | 第14カイ！ |
| 03               | バトルフィーバーJ  | 勝手にダンスを踊り出す○                                                      |                                                           |           | 第14カイ！ |
| 11               | マスクマン         | オーラパワー（空中浮遊）の発動○                                              |                                                           |           | 第14カイ！ |
| 02               | ジャッカー電撃隊   | - ビッグバトンの召喚☆ - ビッグワンの権力の発動☆                              |                                                           |           | 第14カイ！ |
| 24               | タイムレンジャー   | 戻された時間を元に戻す○                                                      |                                                           |           | 第15カイ！ |
| 14               | ファイブマン       | 理科の知識を得て賢くなる○                                                    |                                                           |           | 第16カイ！ |
| 05               | サンバルカン       | バルカンボールの発動○                                                        |                                                           |           | 第17カイ！ |
| 15               | ジェットマン       | - 幻覚を敵に見せる○ - イエローオウルがトマトを投げる○                        |                                                           |           | 第18カイ！ |
| 27               | アバレンジャー     | ウイングペンタクトの召喚☆                                                    |                                                           |           | 第19カイ！ |
| 08               | バイオマン         | バイオエレクトロンの発動○                                                    |                                                           |           | 第21カイ！ |
| 22               | ギンガマン         | 闘牛化した人々に懐かれる☆                                                    |                                                           |           | 第22カイ！ |
| 19               | オーレンジャー     | 超力スターナックルの発動○                                                    |                                                           |           | 第23カイ！ |
| 33               | シンケンジャー     | - 痛快斬・真剣一閃の発動○ - 「大」のモヂカラの発動○                          |                                                           |           | 第23カイ！ |
| 09               | チェンジマン       | グリフォンマグマギャラクシーの発動○                                          |                                                           |           | 第24カイ！ |
| 16               | ジュウレンジャー   | バベルアタックの発動○                                                        |                                                           |           | 第25カイ！ |
| 20               | カーレンジャー     | 激走メカニックばらしの発動○                                                  |                                                           |           | 第26カイ！ |
| 07               | ダイナマン         | - バラフィナーレの発動○ - フィードバックセミシグレの発動○                    |                                                           |           | 第28カイ！ |
| 30               | ボウケンジャー     | コンクリートを発射する○                                                      |                                                           |           | 第34カイ！ |
| 23               | ゴーゴーファイブ   | - ビルドディスチャージャー[注釈 13]の召喚○ - 救助活動を行う○                 |                                                           |           | 第36カイ！ |
| 29               | マジレンジャー     | 強化魔法「ジルマ・マジ・マジカ」発動○                                        |                                                           | [注釈 14] | 第37カイ！ |
| 37               | キョウリュウジャー | サンバを踊り出す○                                                            |                                                           |           | 第39カイ！ |
| 35               | ゴーカイジャー     | 武器を交換する○                                                              |                                                           |           | 第39カイ！ |
| 46               | ドンブラザーズ     | ドンモモタロウの召喚○                                                        |                                                           |           | 第42カイ！ |
ゼンカイジュウギア
セッちゃんが入手した設計図のデータを基にフリントが開発・制作した自律行動する特殊なセンタイギア。無断でフリントが複製していたため、ゾックスにもう1つを渡していた。
カイジュウモードからセンタイギアモードへと変形し、ギアトリンガーとギアダリンガーにセットすることで強化変身する。
- ゼンカイザーとツーカイザーのロボに互換性はないため、変身アイテムもロボも両方に対応させるものとして考えられた。
- アップ用プロップは変形ギミックを備えている。

ライダーギア
『仮面ライダー』の世界に行ったフリントが開発した仮面ライダーの力を秘めたギア。
| センタイナンバー | 名称                      | ヒーローサイドの効果                              | 機界サイドの効果 | 備考 | 初登場     |
| ---------------- | ------------------------- | ------------------------------------------------- | ---------------- | ---- | ---------- |
| 20               | 仮面ライダージオウ[118]   | - 未来予知の発動 - キングギリギリスラッシュの発動 |                  |      | 第20カイ！ |
| 01               | 仮面ライダーゼロワン[118] | ライジングインパクトの発動                        |                  |      | 第20カイ！ |
| 02               | 仮面ライダーセイバー[118] | 火炎十字斬の発動                                  |                  |      | 第20カイ！ |

### 初期メンバーの共通装備
ギアトリンガー
ゼンカイジャーが共通して使用する手回し式の鳥の形状をしたガトリングガン型の変身銃。
天板部の蓋を開けてヒーローサイドを上にしたセンタイギアをセットし、右側面のハンドルを回し、トリガーを引くことで変身する。メイン武器にもなり、トリガーを引くことで単射、ハンドルを回しながらトリガーを引くことで連射、再度ハンドルを回すことで必殺技を放つほか、機界サイドを上にしたセンタイギアをセットすることで巨大化や全界合体を行うことが可能。
必殺技はギアトリンガーのハンドルを回して出力を最大にして放つ強力なビームで敵を貫いた後、ゼンカイジャーのシンボルマークを模したエネルギーの塊で潰すゼンカイフィニッシュバスター。また、フラッシュマンのセンタイギアの力で、巨大化したキカイノイド4人の必殺バズーカ砲・ギアトリンガーバズーカとしても巨大化が可能。
- 『ゴレンジャー』のバリドリーンをイメージしてデザインされたが、バリドリーンがモチーフではなく、過去の戦隊からイメージを拾っていく中で鳥がモチーフとなり、鳥が銃に乗ったような意匠でまとめられた。ゼンカイジュウギアを付ける関係から構造を変更することとなった。
- 引き金をグローブをはめた手で引けるようにDX玩具比の150%の大きさで、アップ用が3・アクション用が全員分の5・ロボ戦のコクピット用・回転ギミックが付いたアップ用が2、と4種類のプロップが計11丁制作された。

### ゼンカイザーの装備
ゼンカイバックル
ゼンカイザーの腰にあるバックル。黄色いVサインが刻印されており、内部にセンタイギアが6個収納されている。
- 普段装着しているベルトには開閉ギミックはないものの、ギアを取り出すカット用のモデルには開閉ギミックがあり、蝶番があるが、アップ用モデルには蝶番がなく、厚みも異なる。

ゼンリョクゼンカイキャノン
功と美都子が残したデータを元にイジルデが作ったキャノン砲。武器モードでは、バレルを展開させ、砲身上部のゼンリョクギアを回転させることで属性を選択し、10のカテゴリに該当するレジェンド戦士をランダムで召喚するほか、全12種類の必殺技を発動させる。元々はハカイザーの武器・全力破壊銃として投入されていたが、ゼンカイザーが取り返したことによって専用の武器となった。バレル側面には歴代戦隊レッドとゼンカイザーの横顔がディスプレイされている。
必殺技はゼンリョクギアを回転させて放たれた歴代戦隊レッドの弾顔をゼンカイザーの弾顔（第32カイ！ではステイシーザー）に変化させて敵を貫くゼンリョクゼンカイフィナーレバスター。その威力は一人で発射した（スーパー）ゼンカイザーが反動で後ろに吹っ飛ぶほどで、以降は他のメンバーが後ろで（スーパー）ゼンカイザーを支えるというポジションを担う。第36カイ！では、ゼンカイザーを除く4人でブルーンを先頭に撃ったが、その反動でブルーンの上半身が吹っ飛んだ。
- アップ用プロップは、ゼンリョクゼンカイギアの回転ギミックやバレル展開のギミックが仕込まれている。

### ツーカイザーの装備
ギアダリンガー
フリントがトジテンドパレスから奪った設計図を基に開発した変身アイテム兼メイン武器。ガンモードとソードモードに変形可能。船の錨型の弾丸を放つほか、舵輪のマーキングを施す。
- モチーフはタンバリンと舵輪。
- アップ用プロップは舵輪の回転機構がある。

ツーカイバックル
形状はゼンカイバックルと同形状だが、色が異なる。
- アップ用モデルはゼンカイバックル同様に開閉ギミックが設けられている。

### 機界モード
巨大化したキカイノイドが機界変形した姿。
ジュランティラノ
巨大化したゼンカイジュランがティラノサウルス型の機界モードに機界変形した姿。ゼンカイオーの左半身を構成する。ジュランソードを尻尾、ジュランシールドを腹部に装着する。
ガオーンライオン
巨大化したゼンカイガオーンがライオン型の機界モードに機界変形した姿。ゼンカイオーの右半身を構成する。ガオーンクローを背部に装着する。
マジンドラゴン
巨大化したゼンカイマジーヌがドラゴン型の機界モードに機界変形した姿。ゼンカイオーの右半身を構成する。尻尾にマジーヌスティックを装着する。空中からピンクの竜巻を巻き起こす。
ブルーンダンプ
巨大化したゼンカイブルーンがダンプトラック型の機界モードに機界変形した姿。ゼンカイオーの左半身を構成する。武器はフロントバンパーと屋根に装着したブルーンピッカー。

### クロコダイオー
ツーカイザーが操縦するゴールドツイカー一家の住居兼移動手段となるワニ型界賊戦艦。
搭載した並行世界ゲートシステムにより、自由に他の並行世界を航海可能となる。また、宇宙も航海することが可能。
武器は高出力エネルギー砲と油圧式の巨大グラップルとなるワニのような船首。
- 当初はサメがモチーフであった[10]。カミツキ合体であったゼンカイオーに対して、食べたレジェンドロボの力を取り込むという案があり、食べるための口としてワニかサメの2択になったという[10]。ワニがモチーフではあるが、フック船長というのは考えておらず、過去に売れたものが多いモチーフであるところでの験担ぎであったという[10]。

クロスカイオー
巨大化したツーカイカッタナーが操縦リフトに乗って操縦するクロコダイオーの上部ユニットが分離したジェット戦闘艇。
得意技は、敵をアクロバット飛行で撹乱して、敵を上空から撃ち落とすクロスカイオービーム。
クローリングオー
巨大化したツーカイリッキーがシートに乗って操縦するクロコダイオーの下部ユニットが分離したオフロードバイク。
得意技は敵にハイジャンプして連射するクローリングオーバルカン。
クロコダイバズーカ
砲台モード。
- 本来は玩具オリジナルのバリエーションとして試作されたものだったが、特撮監督の佛田によって本編に登場することとなった。

### 巨大戦力

#### ゼンカイオー
キカイノイド機界モードが2体1組で全界合体した最強の機界ロボット。合体後もそれぞれの意識はあり、それぞれの主導によって戦い方や武器を変えていく。
コクピットにはゼンカイザーも搭乗するが、彼がいなくてもキカイノイドの意思で動かすことは可能。しかし、再合体する際にはゼンカイザーの力が必要である。また、合体した2体はそれぞれの意思によって分離することも可能で敵の攻撃を避けたり、拘束から抜け出したりする際に利用する。
必殺技は通常、操縦席にいるゼンカイザーがギアトリンガーのハンドルを回してトリガーを引くことによって発動するが、ゼンカイオー単独での発動も可能である。また2体が同時に必殺技を放った際はゼンカイジャーのシンボルマークを模した巨大なエネルギーが生成され、それを敵にぶつけることでトドメを刺す。
- 従来のようにコアメカに乗ったゼンカイザーを中心に、他の4体が両手足として合体した形となると本作品の等身大戦でもロボ戦をするという特徴がボケてしまい、ゼンカイザーが専用のメカに乗ると他の4体との差別化ができなくなってしまうことから、番組開始段階では人間と機械生命体の違いを明確にするため、ゼンカイザーは調停者のパイロットとして仲の悪い2体を合体させるものとなった[7]。
- 当初は噛みついたようにもつれ合いながら2体の獣同士が噛みつき合って変形する「カミツキ合体」を想定していたが、実際にはアジの開きのように口を境に開いて合わさるものとなり、合体面の歯のギザギザはその名残りである[123][10]。組み合わせのパターンとしてラフ画は描かれているが、ジュラガオーンとブルマジーンの2体のみが決定稿まで仕上げられたが、ジュラマジーンとブルガオーンは決定稿は存在しない[10]。
- 合体空間はウグイス嬢のような声が入ることから野球場となり、合体時には合体する2人が互いに愚痴を言いながらするものとなった[123]。個々のロボにそれぞれの意思があることから喋る際には胸のエンブレムの寄りを撮っていたが、途中で視聴者に通じていないと言われたことから、ヒーローの顔をワイプで入れることとなった[123]。

ゼンカイオー ジュラガオーン
第2話より登場。ジュランティラノとガオーンライオンが全界合体した接近戦特化のコンビネーション。武器はジュランソード、ジュランシールド、ガオーンクロー。必殺技はジュランソードで円を大きく描いた後に、敵を3回切りつけるジュランソード円月クラッシュ。
ゼンカイオー ジュラマジーン
第3話より登場。ジュランティラノとマジンドラゴンが全界合体した空中戦が得意なコンビネーション。武器はジュランソードとマジーヌスティック。巨大な翼マジーヌウイングで飛行し、魔法を空中から放つ。高速回転することで風のエレメントを作り、氷を羽の切れ味を活かして切り裂いた。
ゼンカイオー ブルマジーン
第4話より登場。マジンドラゴンとブルーンダンプが全界合体した遠距離戦闘型のコンビネーション。武器はビームを発するブルーンビッカー、マジーヌスティック。必殺技は高速滑走で敵に接近し、持ち手を変えたブルーンピッカーの連打を3回食らわせるブルーンピッカーアクセルストライク。
- フィッティングの段階では羽があって動きにくかったため、着ぐるみとスーツアクターの身体の隙間を埋めて、スーツに身体の動きが伝わるように工夫された。
- 『仮面ライダー電王』で高岩成二がしていた胸の芝居によってキャラクターを表現している。

ゼンカイオー ブルガオーン
第4話より登場。ガオーンライオンとブルーンダンプが全界合体した肉弾戦に特化したコンビネーション。武器はブルーンビッカーとガオーンクロー。両足のタービンホイールで高速移動し、ゴーゴーパンチで攻撃。

#### ツーカイオー
クロコダイオー、カッタナー、リッキーが界賊合体した界賊ロボット。合体時にはゼンカイオー同様に、ツーカイザーが胸部中央のコクピットに搭乗して制御する。
- 全てのギミックを頭と胸周りに集約する意図でデザインされた[10]。

ツーカイオーカッタナー
カッタナーが頭部、リッキーが腕を構成する剣術に特化した戦闘形態。カッタナーがクロコダイオーの口の中を通過することで、ツーカイオーの胸が現れる。武器は左腕に装備されたカッタナー刀で、侍の剣術を得意とする。必殺技はカッタナー刀に烈火大斬刀のオーラを纏わせた後に乱れ斬りを繰り出すカッタナー刀 烈火大斬。
- 頭部にセットされたカッタナーの顔が上に開いて火が炎になるなど、正統派な感じに落ち着いたという。
- 時代劇風の殺陣を意識して演じている。バトルフィールドも月が出ている夜のすすきが原のようにして、時代劇調の殺陣をしている。

ツーカイオーリッキー
リッキーが頭部、カッタナーが腕を構成する銃撃と格闘に特化した戦闘形態。武器は右腕に装着された超リッキーガンとワニの頭のようになっている左腕で、遠距離の相手には超力バルカンを放ち、近距離の相手にはカンフースタイルの攻撃を繰り出す。必殺技は左腕のワニで敵を吸収して粉砕する超力クラッシュと、右腕の超リッキーガンから超力を込めたビームで撃ち砕く超力バースト。
- ところどころにオーレンジャーのポーズを入れている。
- オーレンジャーロボがモチーフだが、ガトリング砲はレッドパンチャーのバルカンから持ってきているため、オーレンジャーマークをガトリング砲の周囲に出すなどのイメージでしのいでいる。

#### ゼンカイジュウオー
巨大化したスーパーゼンカイザーとスーパーツーカイザーSDの2人が超全界合体をした怪獣型ロボ。スーパーゼンカイザーが体全体、スーパーツーカイザーSDが頭部を構成する。
強靭な牙やツメと先端にドリルのついた長い尻尾といった接近戦の攻撃と口腔からの2連ビーム砲や両肩の機関銃、両腕の3連のミサイルランチャーといった遠距離の攻撃の両方に特化していて、大怪獣のように暴れながら広範囲を破壊するような攻撃を得意としている。必殺技は全砲門から一斉射撃を行うカイジュウマックスブラスター、全力疾走の突進から尾を荒々しく振り回すゼンカイジュウダッシュ、ゼンカイザーとツーカイザーが分離してトドメを刺すゼンカイジュウオー・ツインブレイカー。
変身解除後はスーパーゼンカイザーがスーパーツーカイザーを肩車する形となっている。
- ゼンカイジュウオーのスーツアクターを務める齊藤謙也は缶コーヒーのBOSSのCMに登場するゴジラに入っており、ゴジラでの尻尾は操演であるが、ゼンカイジュウオーでは操演で振ってないため、自分で蹴りを尻尾に入れて弾くことで、横へ尻尾が自然に流れるなどの小技をしていたという[123]。
- スーパーゼンカイザー関連でメインに怪獣モードを据えたいという白倉の意向で、佛田は「怪獣で特撮をするならビルを壊したい」と言ったが、正義のキャラクターがビルを壊してはいけないということから、悪い目玉をビル街に貼って破壊するものとなり、石膏ボードを破壊するという特撮で表現された[123][10]。

#### スーパーゼンカイオージュラン
巨大化したスーパーゼンカイザーとジュランティラノが全界合体したコンビネーション。スーパーゼンカイザーが右半身、ジュランティラノが左半身を構成する。
高火力の早撃ちを得意とし、加えて重武装と素早い身のこなしも兼ね備えている。右目のブラキオンゴーグルで敵を捕捉し、右腕から全長10メートルのゼンカイミサイルを無限に連射する。また、飛行能力も持っており、高速機動を生かした遠距離戦に特化している。
- 合体時にスーパーゼンカイザーが手を合わせるとブイレックスロボの手になるというギミックとなっている[10]。横を向いたドラゴンシーザーが頭部の右脇にいる[10]。

#### スーパーツーカイオー
スーパーツーカイザーSD、クロコダイオー、リッキーの3体が界賊合体した姿。大まかな外見はツーカイオーカッタナーと同じだが、頭部にスーパーツーカイザーSDが収まり、胸部には左右に分かれたカイジュウヘッドが装着されており、ゼンカイテンランスにツーカイオーカッタナーの胸部の「炎」エンブレムが装着される。
武器は右手のゼンカイテンランスと左腕のカッタナー刀で、二刀流が得意な近接特化型となっている。ゼンカイテンランスで突き刺した相手を超火炎で包み込む必殺技を持っている。
- 『ゴーカイジャー』のゴーカイオーがモチーフ[10]。スーパーゼンカイオージュランはドラゴンシーザーがメインで出てきているため、こちらは胸に開いたブイレックスロボの頭部を付けているなど、ブイレックスの要素を分けている[10]。

#### ゼンリョクイーグル
ゼンリョクゼンカイキャノンの飛行モードで、銃身を畳んだ銃自体が上下を裏返して巨大化し、ゼンカイザー専用の大型の高速戦闘機へと変形する。
超加速や急激反転といったアクロバット飛行を得意とする。必殺技は全砲門から一斉に放つゼンリョクカイザーストーム。
- 本作品では意外とやってこなかったレジェンド戦隊が集合した玩具として、ゼンカイザー専用の乗り物兼歴代レッドの顔がプリントされた最終武器としてデザインされた[9]。
- コクピットは合成用のCGやセットがなかったため、ワークチェアーをグリーンバックに置き、本隊ではなく特撮班が撮影している[123]。

ゼンリョクゼンカイオー
ゼンリョクイーグル、ジュランティラノ、ガオーンライオン、マジンドラゴン、ブルーンダンプが全力全開合体した姿。ジュラガオーンが上半身、ブルマジーンが下半身を構成し、ジュラガオーンだった部分は左右が反転しており、ゼンリョクイーグルの部分にマジンドラゴンの羽が合体している。ボディー内部のコクピットにはゼンカイザーが搭乗してギアトリンガーで操縦し、キカイノイド4人の意識がセンタイギアのようなビジョンとなって投影されている。
ゼンカイザーの意志に呼応して胸部のダイヤルが回ることで、それぞれゼンリョクゼンカイキャノン時の能力と同様に象徴する歴代戦隊の力を引き出し、巨大戦力として呼び出して戦うことが可能。また、4体がそれぞれ持っていた武器を合体させた長刀ゼンリョクゼンカイソードを武器として使用し、またマジーヌの魔法も使用することが可能。必殺技は跳躍からの唐竹割りで相手を一刀両断するゼンカイジャー・ゼンリョクファイブスラッシュと45の歴代戦隊全ての巨大戦力のエネルギー体とゼンリョクゼンカイオーの弾顔を召喚して一斉突撃を行うゼンカイジャー・オール戦隊ファイナルビッグバン。
- 単体でも成り立ち、4体を1つの形に纏められるものとして、全合体の中核に『快盗戦隊ルパンレンジャーVS警察戦隊パトレンジャー』のグッドストライカーやルパンマグナムのようななりきりアイテムを据えることとなった。
- ゼンリョクイーグルにはゼンカイザーをモチーフとした意匠が入っているが、ゼンカイザーの持ち物としてデザインされたもので、5体合体は後から考えられたものであるという。
- 元々は展開としても玩具としても登場予定のない形態だった。シリーズの技術蓄積を見据えて、スーツではなくCGモーションキャプチャーで表現されている。

### スペック
| 機界変形                 | 機界変形                      | 機界変形 | 機界変形 | 機界変形 | 機界変形   | 機界変形    | 機界変形   |
| 名称                     | 全高                          | 全幅     | 全長     | 重量     | スピード   | 出力        | 初登場     |
| ------------------------ | ----------------------------- | -------- | -------- | -------- | ---------- | ----------- | ---------- |
| ジュランティラノ         | 32.7 m                        | 21.0 m   | 48.7 m   | 1,300 t  | 250 km/h   | 500万馬力   | 第1カイ！  |
| ガオーンライオン         | 25.5 m                        | 21.5 m   | 38.8 m   | 1,250 t  | 300 km/h   | 500万馬力   | 第2カイ！  |
| マジンドラゴン           | - 19.2 m - （翼上まで33.0 m） | 63.5 m   | 67.8 m   | 1,050 t  | 400 km/h   | 400万馬力   | 第3カイ！  |
| ブルーンダンプ           | 22.3 m                        | 24.3 m   | 25.2 m   | 1,450 t  | 350 km/h   | 600万馬力   | 第4カイ！  |
| 巨大スーパーゼンカイザー | 50.0 m                        | 28.0 m   | 14.7 m   | 2,500 t  | 2,000 km/h | 1,100万馬力 | 第21カイ！ |
| スーパーツーカイザーSD   | 12.7 m                        | 11.0 m   | 13.8 m   | 100 t    | 400 km/h   | 40万馬力    | 第21カイ！ |
| ゼンリョクイーグル       | 34.0 m                        | 40.0 m   | 53.5 m   | 2,500 t  | 450 km/h   | 1,050万馬力 | 第31カイ！ |

| ツーカイザーのマシン | ツーカイザーのマシン | ツーカイザーのマシン | ツーカイザーのマシン | ツーカイザーのマシン | ツーカイザーのマシン | ツーカイザーのマシン | ツーカイザーのマシン |
| 名称                 | 全高                 | 全幅                 | 全長                 | 重量                 | スピード             | 出力                 | 初登場               |
| -------------------- | -------------------- | -------------------- | -------------------- | -------------------- | -------------------- | -------------------- | -------------------- |
| クロコダイオー       | 21.0 m               | 43.0 m               | 49.0 m               | 2,500 t              | 400 km/h             | 1,050万馬力          | 第11カイ！           |
| クロスカイオー       | 13.0 m               | 19.5 m               | 49.5 m               | 1,300 t              | 350 km/h             | 550万馬力            | 第11カイ！           |
| クローリングオー     | 20.6 m               | 7.5 m                | 43.0 m               | 1,200 t              | 350 km/h             | 500万馬力            | 第11カイ！           |

| 全界合体                     | 全界合体                      | 全界合体 | 全界合体 | 全界合体 | 全界合体 | 全界合体    | 全界合体   |
| 名称                         | 全高                          | 全幅     | 胸厚     | 総重量   | スピード | 出力        | 初登場     |
| ---------------------------- | ----------------------------- | -------- | -------- | -------- | -------- | ----------- | ---------- |
| ゼンカイオー ジュラガオーン  | - 45.0 m - （肩上まで47.0 m） | 38.5 m   | 21.5 m   | 2,400 t  | 350 km/h | 1,000万馬力 | 第2カイ！  |
| ゼンカイオー ジュラマジーン  | - 45.0 m - （肩上まで46.5 m） | 86.8 m   | 20.2 m   | 2,200 t  | 300 km/h | 900万馬力   | 第3カイ！  |
| ゼンカイオー ブルマジーン    | - 45.0 m - （肩上まで46.5 m） | 84.5 m   | 21.0 m   | 2,400 t  | 400 km/h | 1,000万馬力 | 第4カイ！  |
| ゼンカイオー ブルガオーン    | - 45.0 m - （肩上まで47.0 m） | 35.8 m   | 20.8 m   | 2,600 t  | 300 km/h | 1,100万馬力 | 第4カイ！  |
| スーパーゼンカイオージュラン | - 45.0 m - （肩上まで51.0 m） | 33.5 m   | 16.0 m   | 3,650 t  | 300 km/h | 1,600万馬力 | 第23カイ！ |

| 界賊合体               | 界賊合体 | 界賊合体 | 界賊合体 | 界賊合体 | 界賊合体 | 界賊合体    | 界賊合体   |
| 名称                   | 全高     | 全幅     | 胸厚     | 総重量   | スピード | 出力        | 初登場     |
| ---------------------- | -------- | -------- | -------- | -------- | -------- | ----------- | ---------- |
| ツーカイオーカッタナー | 48.7 m   | 41.7 m   | 14.5 m   | 2,600 t  | 400 km/h | 1,100万馬力 | 第12カイ！ |
| ツーカイオーリッキー   | 46.0 m   | 32.3 m   | 14.5 m   | 2,600 t  | 400 km/h | 1,100万馬力 | 第13カイ！ |
| スーパーツーカイオー   | 47.3 m   | 41.7 m   | 18.0 m   | 2,800 t  | 350 km/h | 1,250万馬力 | 第23カイ！ |

| 超全界合体         | 超全界合体 | 超全界合体 | 超全界合体 | 超全界合体 | 超全界合体 | 超全界合体  | 超全界合体 |
| 名称               | 全高       | 全幅       | 胸厚       | 総重量     | スピード   | 出力        | 初登場     |
| ------------------ | ---------- | ---------- | ---------- | ---------- | ---------- | ----------- | ---------- |
| ゼンカイジュウオー | 43.5 m     | 28.0 m     | 45.5 m     | 2,700 t    | 350 km/h   | 1,200万馬力 | 第21カイ！ |

| 全力全開合体           | 全力全開合体                  | 全力全開合体 | 全力全開合体 | 全力全開合体 | 全力全開合体 | 全力全開合体 | 全力全開合体 |
| 名称                   | 全高                          | 全幅         | 胸厚         | 総重量       | スピード     | 出力         | 初登場       |
| ---------------------- | ----------------------------- | ------------ | ------------ | ------------ | ------------ | ------------ | ------------ |
| ゼンリョクゼンカイオー | - 65.0 m - （肩上まで75.8 m） | 84.0 m       | 18.5 m       | 7,300 t      | 450 km/h     | 3,150万馬力  | 第31カイ！   |

## キカイトピア王朝トジテンド
キカイトピアに本拠地トジテンドパレスを構える闇の王朝。
恐怖政治によってキカイトピアの一般市民を支配し、数多くの並行世界をトジルギアに閉鎖していた。キカイトピアで支配者階級にあるため、一般市民からの評判は悪い。キカイノイドと人間が共存し、キカイトピアの一部と融合したことで閉じ込めることができず、最後に残った人間世界の侵略を目論む。
- 「とりあえずわかりやすい構成」ということとなり、偉い人、ギアを製造したり改造する人、スーツで現場でアクションができる人、鳥のナビゲートができるロボという最小限の編成となった[48]。
- ジュランたちと同様に序盤にデザインされた敵はディテールに過去のスーパー戦隊の変身前の衣裳をメカ化して入れ込んでいる[129][22]。

ボッコワウス
トジテンドに君臨する恐怖の大王。一人称は「ワシ」。
国民のキカイノイドからも恐れられている暴君で、基本的に部下に対しては非常に厳格かつ高圧的に接している。機嫌が悪くなると激しい口調で責め立て、トジテンドパレスが揺れ、構成員たちが飛び上がるほどの力で床を右手で叩きつけて威圧する。その一方で、腹心のゲゲには非常に甘く、猫なで声になるほどに可愛がる他、些細なことで言い争いになった構成員たちを諌める一面も見せている。
トジテンドパレスに鎮座していた際には代々の王族の力が蓄積された巨大なグレイブモノリスと一体化していたが、全てのトジルギアと自らを裏切ったゲゲの破片を取り込んだことで、王族のエネルギーが凝縮された最強のバトルモードとなる。
スーパー戦隊のトジルギアの力を悪用した技でゼンカイジャーを圧倒してセンタイギアを破壊するが、スーパー戦隊の光を受けたゼンカイジャーたちの必殺技を弱点の背中に受けたことでトジルギアもろとも爆散して消滅し、全世界が解放された。
- 昔は『宇宙刑事ギャバン』のドン・ホラーのような敵基地に巨大なボスをセットの一部として出せていたが、予算やご時世の都合で今はセットを組むステージ不足という物理的な事情から大きなスケールの敵の基地を作れなくなり、巨大な敵のボスを出しにくくなった。しかし、敵組織の巨大さを出すために各所に相談し、具現化することとなった。
- 『仮面ライダーX』のキングダークのように首から肩口まで見える巨大な頭の作り物をセットの壁面に据えるという主旨で、神託を受けたゲゲに操られているという設定で、肩付近に留まって耳元で囁くというイメージであったが、合成でスーツサイズのものを巨大に見せるという手法にシフトする中で、ゲゲがかなりの比率を占めることとなった。大部分が機械的なパーツで作られた回路のようではあるが、口の周囲を囲う菱形の枠の内側のみが造形されたことで全体が顔のように見えるという狙いで、ゲゲの居空間と菱形を符合させることで両者の関係性を裏付けとしていたが、前述の問題から結果的に意味がなくなってしまったという。バトルモードは、顔の菱形の枠をグレイブモノリスとの境界線と捉え直し、巨大化させたモノリスの枠から半身を露わにしたという解釈となっている。イメージがあまり変わりすぎないように、表面に元々あったメカ回路のような要素を残した上で、差別化を図るためにところどころに生物的で柔らかいタッチの土台部分を露出させている。

バラシタラ
トジテンドの幹部である軍隊長。武闘派で、ミサイルヘッドを搭載した起爆槍バラスピアーなど強力な火器を装備し、胸部からの必殺砲ギガバラシュートを必殺技とする。下半身はキャタピラのような戦車の姿をしており、体には複数の勲章がついている。一人称は普段は「俺様」、ボッコワウスの前では「小生」で、普段は語尾に「〜である」、ボッコワウスの前では「〜であります」と付けて話す。
乱暴な性格で、支配層以外のキカイノイドを価値がないと見下している。また、種族問わず数百人の妻を持っている模様で、その中の一人の人間の女性から生まれたステイシーは実の息子であるが、彼の母親リセを放逐するなどして使い捨てにしていることが示唆されており、ステイシーに対する愛情も皆無で、親子関係は険悪なものとなっている。さらに、ステイシー以外の自分の子供たちからも反抗されたが、ことごとく返り討ちにしてきたことを述懐している。その一方で、敵であっても闘いぶりに賞賛する武人的な一面や、ワルドの能力に翻弄されたり、ゼンカイジャーのボケに律儀に付き合うコミカルな一面も見られる。
トジテンドパレスに突入したツーカイザー、ステイシーザーと交戦し、彼らを追い詰めていくが、彼らの連携攻撃に敗北した。
- モチーフは軍人ということから戦車で、全身は砂漠迷彩の戦車、頭部は戦車長が胸の砲塔部分の上にある展望塔から顔を出しているイメージとなっている。ボディの衣装モチーフは『電撃戦隊チェンジマン』のメンバーの制服。当初は緑の迷彩色であったが、リアルタイム合成対応の関係から現在の色となった。

イジルデ
トジテンドの幹部である最高技官。戦車型の車椅子に乗ったような姿が特徴。武器はマニピュレーター棍イジックハンド。五色田夫妻を10年前に拉致して、彼らを冷凍睡眠させて、その知識データを盗用してトジルギアシステムなど様々なアイテムを開発し、キカイノイド兵を強化した。一人称は「我輩」。
トジテンドの繁栄に貢献する実直な性格だが、短気なボッコワウスに狼狽えたり、ワルドやゼンカイジャーのペースに振り回されたりする気の小さい一面を持つ。また、クダックやワルドを自身の利益や手柄に利用するものとしか考えていないほどに部下への扱いはぞんざいそのものであり、ボッコワウスの信頼を得るためなら部下を切り捨てるなどの手段を選ばない卑劣さも併せ持つ。
ボッコワウスの命令に従い、全てのトジルギアを手渡した後、ゼンカイジャーがキカイトピアに侵入したため、バラシタラと共に迎撃に向かうために出撃。イジルデストロイヤー4世に自ら乗り込んでクダイテストと共にゼンカイジャーを圧倒するも、これまでの五色田夫婦に対する悪行をゼンカイザーに糾弾された上に合体を許した2体のゼンカイオーに劣勢に追い込まれ、最終的にゼンカイオーゼンリョクフルブレイクを受けて敗北。主君であるボッコワウスの名前を叫びながらイジルデストロイヤー4世と共に爆散し果てた。
- 当初は二足歩行の人型でデザインされたが、白倉の意向で座る形となった。デザインモチーフは顕微鏡のレボルバー部で、頭部はレンズ部分となっている。裏モチーフは『爆竜戦隊アバレンジャー』の仲代壬琴 / アバレキラーの白コートをメカ化して取り入れている。武器はイジルデという名前から「イジる」から連想してマジックハンドとなっている。
- 座って演技をすることから大げさに手を使っていたという。

ゲゲ
ボッコワウスの寵愛を受ける腹心の巨大なキカイ怪鳥。常にボッコワウスの肩にあたる部分に止まっている。一人称は「俺」だが、ボッコワウスに甘えた態度を見せる際は「僕」になる。
小さな外見とは裏腹にドスの効いた低い声で話し、主君のボッコワウスには甘言で作戦を誘導する一方で、バラシタラやイジルデに対しては常に上から目線の高圧的な態度で接していて、彼らから疎まれている。しかし、ボッコワウスの機嫌を持ち直すことができる唯一の存在であり、イジルデやバラシタラもそれを利用して作戦を遂行することもある。時折前述のクールな低い声とは打って変わって、甘い声を発してボッコワウスに甘えた態度をとる。
人間世界をトジルギアに閉じ込めはせずに、領地を増やすために武力で侵略することを唆す。自身も試しにトジルギアを使ったことから作戦にも介入するようになり、ステイシーの動向も察した上で裏切りに近いような行動を見逃している。その裏ではステイシーと入れ替わった介人に対しても、ステイシーではないことを見破る発言をボッコワウスらの前でしつつも、逃亡を助けるような言動を見せたり、囚われたステイシーに干渉して脱獄の手助けをしたり、密かに並行世界間ゲートを切り替えたりするなどの不可解な妨害行動を取り続けており、バラシタラからは不審感を抱かれている。
そのすべての行動は自身の身体を依代としていた神様の仕業であり、トジテンドパレスに突入したゼンカイジャーたちにボッコワウスの弱点が背中であることを告げたことで彼の怒りを買い、破壊された。
- ゼンカイジャー側にも鳥のナビゲート役がいたため、鳥で揃えている。
- デザインはK-SuKeが担当。黒っぽいセッちゃんということと、神様の依り代ということから極楽鳥をモチーフとしているが、イメージによる極楽鳥となっている。『キュウレンジャー』の鳳ツルギの衣裳を取り入れており、翼はツルギのコートの袖口や肩の色分けを取り入れ、脚の部分もツルギのブーツにディテールを寄せている。
- プロップはパーツをセッちゃんと同様のボディー型に貼付して造形している。ラジコンのプロボ操作によって嘴開閉、首と羽の付け根が回転する。

ステイシー
トジテンドからの刺客で、バラシタラと彼の893番目の妻である人間の女性から生まれた青年。誕生日は2月21日。父親とは違い、人間のような外見をしていて、黒と紫を基調とした衣服と紫色の爪が特徴で、本人は「半分は人間」と称し、イジルデからは「人間に近いもの」と称されている。トジテンドの中での地位はそれほど高くなく、ステイシーと入れ替わった介人がトジテンドに反抗した人々の解放を命令した際は、命令されたクダイターはタメ口で接し、一蹴している。一人称は「僕」。ジュランからは「紫坊主」と呼ばれている。テニスが得意。
クールかつ堅い口調・振る舞いが特徴で、人間世界にさほど関心を示していないような面が見られる。その一方で任務前にたこ焼きを買い食いしていたり、介人に付き合って競争をしたりするなどの一面も見せている。一方、トジテンドヘの忠誠心はなく、仲間と呼ばれた時には否定し「それ以外の何者でもない」と豪語している。また、自身の母親を捨て、母子共々無関心かつ非情な扱いを受けてきたことから、バラシタラを「あいつ」と呼ぶなどして父親とは認めておらず、両者との関係は険悪なものとなっている。そのため、親に対する信頼関係を否定している。
イジルデの実験として与えられたギアトジンガーとダークセンタイギアを使い、ゼンカイジャーたちを狙う。トジテンドの任務を仕事と割り切って行っていたが、介人の両親に対する絶対的な信頼に嫌悪感を抱き、個人的な理由でゼンカイジャーと敵対することとなった。冷淡な父親を見返すべく、イジルデの協力も得てゼンカイジャーを倒そうと目論む。
レトロワルドによって変わってしまった世界でヤツデと出会った際に自らの母の面影を重ね、後に「サトシ」と偽名を名乗ってカラフルを訪れるも、自らの正体を知らされないように、ジシャクワルドに苦戦する介人たちに力を貸した。
その後、ヤツデに対する思いを振り切り、介人との決戦に臨むも、敗北。重傷を負って倒れているところをゲゲに助けられる。イジルデに美都子の血液を輸血して治療され、強化改造を施された上で復活し、再びゼンカイザーを倒そうとする。それでもヤツデに対する思いは捨てきれていない様子で、彼女の気持ちを汲んで見逃そうとしたり、ワルドの作戦に巻き込まれた場合は介人たちに一時的に協力することもある。また、当初は自分の手柄でバラシタラを超えることにこだわっていたが、ハカイザーとの関わりから、「仲間」を意識するようになり、ハカイザーの正体を知った後は自身の仲間意識とヤツデの気持ちとの間で苦悩し、ハカイジュウオーの設計図をゾックスに渡している。
しかし自己保身に走ったイジルデによってハカイジュウオー敗北の責任を押し付けられる形で裏切り者の烙印を押されて囚われてしまうが、様子を見にきたゲゲの干渉によりトジデントから脱獄し、バラシタラごとトジテンドを潰すために介人たちゼンカイジャーの仲間になりたいと発言。その性格は以前と異なり、友好的かつ朗らかな態度で優しい口調と動作へと変わっているが、フリントからは「はっきり言って薄気味悪い」と言われ、介人からも不審感を抱かれており、ジュランとブルーンも最初から疑っていて、信じようとしたガオーンやマジーヌも話を聞くごとに段々と懐疑的になってきている。これらの性格が神様が憑依したゆえのものであったことが判明し、介人が「話したいのであれば自分たちの体を使えばいい」と抗議したことでそれを聞き入れた神様に肉体を解放された。その後、自らの置かれた立場に苦悩の末、自らの正体をヤツデに明かし、それを受け止めてくれたヤツデに感謝の言葉を述べ、罪滅ぼしのためにゼンカイジャーとの共闘を決意した。
トジテンドとの戦いが終わった後は、キカイトピア復興のために活動を開始する。介人のことはフルネームで呼んでいたが、最終カイ！では「介人」と呼んでいる。
- 元々ステイシーは企画段階では構想になかったキャラクターであったが、主役オーディションに参加していた世古口に演じてもらうために急遽誕生したキャラクターである。それに加えて、駒木根の戦闘以外での場所の会話などの芝居相手を増やすことと、ツーカイザーに合わせて敵側で『ディケイド』の仮面ライダーディエンドのような召喚能力を使用するヒーローを出してそれをツーカイザーが倒すという3つのお題を合わせて生まれたという。
- ステイシー役の世古口は、『マレフィセント』や『クルエラ』を演技の参考にしたという。ステイシー役の世古口は序盤のころは同時期に別の舞台と重なっており、全く逆のタイプのキャラクターであったことから、声のトーンも全く異なり、引っ張られないように差をあえてつけていたが、全く異なる役であったことからこそ、スイッチを完全に切り替えられたという。
- 衣装は「機械の国の王子様」というイメージで、黒と紫がテーマカラーである。ステイシーを演じる世古口が細身であったことから、中性的なイメージで考えられており、白倉の提案で前垂れを付けることとなった。通常の衣装は、高級感のある黒い生地にし、トジテンドがグリーンバックによる合成で撮影することから、光を反射する生地は避けられている。内側にある紫色の裏地は、本来影になる部分で暗いと色が認識されないことから、ステイシーのイメージカラーである紫色を印象付けるため、人の目とカメラにわずかな光量でも認識できるよう、あえて明るめの紫色が選ばれた。第26カイ！以降の「夏服」と呼ばれる衣装は紫をメインにしており、前垂れ部分には軽やかな紫、ボレロジャケット部分には敵幹部の醸し出す魅力を表現する色を使い分け、色の持つ重さを軽減し、夏らしく仕上げている。通常衣装が直線的でシンメトリックなシルエットであったのに対し、アシンメトリーの流線的なフォルムに変化させている。通常衣装は、後姿が映った際に敵幹部であることを分かりやすく印象付けるため、背中にトジテンドマークを入れ込んでいるが、夏服は強化改造されたことから大幅にサイズアップし、マークそのものが変容してジャケット背面デザインになっており、トジテンドマークを腰の留め具にも入れている。軽やかにした分、強さを出すために攻撃色である赤で装飾しており、バトルシーザーロボに入った赤と同期するように、衣装にも赤をポイントで取り入れ、つながりを持たせている。キャラクター的に肌を露出させるのは合わないと思い、夏服ではあるが、袖は長いままにしており、暑さ対策のために袖の内側の黒い部分をメッシュ素材にして、長袖でも通気性を高めている。シンメトリーな印象を壊しすぎると冬服との関連性がなくなってしまうことから、首回りや胸元は、冬服の流れをくむように強化したデザインにしている。
- 人間と機械のハーフという設定から、耳をメイクで塗っている。髪型は、当初は流行していた「黒髪マッシュのセンター分け」というものであったが、本作品の衣装や雰囲気とはイメージが違うと思い、短髪の介人と区別するために、髪を少し伸ばし、編み込んだものとなった。撮影初期のころは世古口がヒョロヒョロな体型であったことから、胸板に厚みを出すために、衣装に胸パットを入れていたという。吹き替えを担当した神前は体型が大きかったことから、上着の胸の部分を開けていたという。
- 世古口は左利きであったが、世間的に右利きが多数派であったことから、右にすることも考えられていたが、右利きの介人と対になる立場のキャラを演じるという意味から、左利きのままとなった。第29カイ！は世古口の「ラケット競技をやりたい」という要望から、脚本の香村が書いたものであるという。同話で髪を結んでいるのも、「人のために動く」という覚悟を表すために、世古口が提案したもので、最終カイ！でも「自分以外の人のために行きたい」という覚悟の象徴として、髪を結んでいる。

ステイシーザー
ステイシーが暗黒チェンジしたハイブリッドキカイ戦士。名乗りは「暗黒のパワー！」。ゼンカイジャーのデータを参考にイジルデが開発した。
武器はギアトジンガーと首に巻かれているシーザーマフラー。必殺技はギアトジンガーのハンドルを回し、トリガーを引くことで邪悪な帯を模したエネルギー弾を発射し、締め上げた相手を爆発四散させるシーザー暗黒邪縛撃（）。
- 『バトルフィーバーJ』のバトルジャパンがモチーフ。当初は追加戦士用のモチーフとして、ゴレンジャーをモチーフとしていたゼンカイザーがジャッカー電撃隊のような虹色が付いたことから3作目のバトルフィーバーJや、前回のアニバーサリー作品であるゴーカイジャーなどのモチーフ案が挙がった中でゴーカイジャーがモチーフとなり、ライバル戦士が急遽作られることとなったことから、バトルジャパンがモチーフとなった。
- デザインはPLEXが担当。バトルジャパンが生唇であったため、キカイ側のキャラクターであったことから、メカのようにアレンジしている。当初はバトルジャパンのように丸い目であったが、悪い人ということからスリット状の目となった。全身の各所にはトジルギアの中央に見られる亀裂状のディテールから拾った赤い突起状のパーツを配している。
- 撮影用スーツはアップ・アクション兼用の1着が制作されている。少年のような容姿の変身者ということから、マスクは通常よりあえて大振りに製作されている。マフラーは形状変化を防ぐため、ベルクロで固定されている。Vシネクストではバックルがトジテンドのものではなくなっている。
- 変身ポーズは、世古口と神前のアイデアを組み合わせたものとなっている。変身シークエンスは腕にナノマシンが注入され、細胞レベルで変化するイメージで作られた。名乗りはゼンカイジャーたちと背景の流れを逆にし、トジルギアに囚われて闇に落ちていくようなイメージで作成された。名乗り時にはステイシーザーの当て字で「崇帝示威座亜」がバックに表示される。ステイシーザーのスーツアクターを務める神前が好んでいた泥臭いアクションではなく、正面からガンガン行かずに敵の攻撃をいなすような抑えた感じのものとなった。ゴツい体型であった神前は世古口のスリムな体型に合わせて脚を太くしないことを意識して脚の筋トレを控えていたが、立ち回りの際に脚が筋肉痛になったという。

ステイシーザー〈強化形態〉
ステイシーがイジルデによって美都子の血液と頭脳を利用して治療・強化改造された姿。
新たに右手首の6門の誘導ミサイルランチャーとバトルシーザーロボ3世と同一のステイシールド、胸部トジルギアのエンブレム部の大出力レーザーを放つ大砲が装備されたことで火力と防御力が強化されたほか、召喚する偽者のスーパー戦隊も強化形態に変わったほか、ゼンカイジャーのダークセンタイギアでゼンカイオー ブラックジュラガオーンも召喚可能となった。
必殺技は指パッチンとともにミサイルを6門の誘導ミサイルランチャーから一斉発射するシーザー暗黒流星群、胸部の大砲から放つシーザー邪王砲皇撃。
- 撮影用スーツはステイシーザーのベーススーツに武装パーツを装備している。胸の大砲の現出は作画合成による処理だが、スーツは胸のトジルギアのパーツを取り外して換装している。右腕はミサイルが取り外し可能なパーツも制作されているが、アクション時に脱落する可能性が高いことから、全弾を外したものとミサイルが固定されたもの2種類が制作されている。シールドはプロップを実際に色替えしたもの。
- ステイシーザーのスーツアクターを務める神前は、銃を持ったままミサイルを撃とうとすると邪魔になってしまうことから、盾を必要に応じて投げ捨てていたという。

ハカイザー
イジルデがワルド怪人をボディーガードするため、新たに制作した機械戦士。イジルデは一から作り上げたとボッコワウスには説明していたが、実際は功と美都子が残したゼンカイザーのプロトタイプのデータを功の脳から流用して作り上げたもの。名乗りは「機械のパワー」。
武器は背中に背負った巨大なブーメランブイメランと全力破壊銃（ゼンリョクゼンカイキャノン）、両腕のハカイザーショットからはハカイフィニッシュバスターを放つ。全力破壊銃はゼンカイザーに奪還されて以降は使用していない。
実験兵士でありながら爽やかでノリが軽く明るい話し方をするのが特徴で、介人と同じように「全力で」という言葉を多用する。細かい仕草も介人と似ており、ゾックスはそのことを感じているような描写が見られる。その一方で、主君であるボッコワウスに社交辞令で敬語を話すなど、礼儀正しい一面も持ち合わせている。
とぼけたような言動とは裏腹に、ゼンカイジャーとツーカイザーが6人まとめてかかってきても、素手による格闘のみで攻撃を全て捌ききった上に一気に吹き飛ばしてしまう高い戦闘力を持つ。ボッコワウスからもステイシーザーよりは性能はいいと評されているが、エネルギー充電式であるためにエネルギーが切れると胸のランプが点滅し、トジテンドに帰還して充電しなければ洗脳が弱まってしまう。
正体はイジルデによってハカイザーに洗脳された五色田功がスーツを装着した姿だった。
- 美都子を探すエピソードを入れ、美都子を逃がして状況を変えるエピソードを入れたことで、功の顛末を考えた結果、改造されたということとなったが、ゼンカイジャーの楽しく明るいノリは維持したいため、功が改造される悲劇と、それまでのノリを共存させられるか考えた結果、介人のような陽気なキャラとなった。ネーミングもゼンカイザーやツーカイザーと同様に〇〇カイザーとなった。登場曲は元々はステイシーザーのテーマ「ステイシーザーの猛攻を止めろ」として作られたものだが、イントロ部分が「ハカイダーの歌」に似ていたことからこちらで使用された。
- デザインは篠原保が担当。イメージソースは『忍者キャプター』の火忍キャプター7。名乗りのポーズも火忍キャプター7のポーズをオマージュしたものとなっている。正体を隠していたが、ベルトで胸から腹にかけてのラインに大きく「父」と書いてあったり、敵ではあるがスーパー戦隊の魂を持っているという意味で大きなVの字を背負っていたりとギャグっぽい要素も入っている。
- 撮影用スーツはアップ・アクション兼用の一体のみが制作された。造形法はワルドと同様のもので、アンダースーツにパーツを貼り付けたものに肩、胸、籠手、脛当のプロテクターを装着して、マスクを被ってジッパーで後頭部を締める方式となっている。メッシュでできたプレートの目は、アップ時に両面テープで眼のパーツを貼り付けている。アクション時には視界を確保するためにマスク中央の黄色ディテールの左右部分を外している。膝にはパーツを置かず、膝状のパーツを太腿に設けることで可動域を確保し、足長に見せている。ブイメランは胸プロテクターにベルクロで固定されており、カットに応じて着脱可能。
- 名乗りの背景の文字は『人造人間ハカイダー』のイメージで仕上げている。
- 功としての正体が判明する前でも攻撃時の「とーーーーうぅ！」というセリフでは、分からないくらいの声量で「（お）とーーーーうぅ！」（おとう）と言っていたという。また、「介人に似ている」という描写があったため、「介人の言い方」なども意識したという。

ハカイザー・改
イジルデによってさらなる洗脳・強化改造を施された姿。ブイメランが外され、黒マントを装着している。
完全に功の人格が封じられ、かつての陽気な性格から一転して冷酷な性格となった。ステイシーに抱いていた仲間意識も失せ、「実験兵士」と見下している。その一方、「全力で破壊」という口癖のみは残っている。
ハカイジュウオーの頭部の脳ドームに組み込まれ、街を破壊し尽くすが、ツーカイザーによって救出されるとジュラン、ガオーン、マジーヌ、ブルーンの4人に自身の人生を振り返られた後、自身が作った介人が変身したゼンカイザーの攻撃を受けて消滅したことで功の姿に戻った。

ワルド怪人
クダックがトジルギアを胸部のアダプターにセットされることで強化した怪人態。クダックからクダイターに変化した上で変貌を遂げ、頭部と両腕が並行世界に準じた世界へと姿や形が変化する。自分がそれぞれどの世界のワルドなのか忘れないように意識するため、語尾に世界の名称を付けながら話す癖がある。このため、外見だけでは判断しにくい場合でも話してしまうことで、その能力やどの世界のワルドなのかバレてしまうというリスクがあるが、ホシガキワルドは外見や語尾を偽り、当初は自らの特徴を隠している。
それぞれトジルギアの元になった封印された世界の力を解放する能力を持っており、その能力を悪用しながら人間界の侵略活動を行っていく。ただし、使えるトジルギアは1度につき1つだけなので、複数のワルドがトジルギアの能力を使おうとしても、何も起こらない。
撃破されると力の暴走したトジルギアが残され、それを幹部たちの放ったクダイテストが踏みつけたり、触れたりすることにより、ワルド怪人の残されたデータがそのボディに強制インストールされ、ダイワルドとして変貌・巨大化を遂げる。等身大のワルド怪人と比べ、世界を大きく侵食する力を持ち、ワルド怪人だった時の人格や声質も受け継がれる。基本的にはワルド怪人に酷似した姿だが、一部異なる風貌のものも存在する。
- 『キラメイジャー』の邪面師と邪面獣同様、共通の素体に毎回変わる頭部と腕を装着するというコンセプトを基本線で継承しているが、本作品ではモチーフを機械に置き換えたものとなっており、ダイワルドもクダイテストにワルド怪人と共通の部位を換装している。全てメカ怪人であることから、ただメカっぽくモチーフをデザインするのではなく、メカならではの機能を感じさせるものにするため、武装を随所に施している。撮影ではグリーンバックを使用することから、怪人のカラーリングには緑が入らないこととなった。第4カイ！のダイボクシングワルドまではK-SuKeがダイワルドのデザイン画を描いていたが、それ以降はワルド怪人のデザイン画をコラージュしたものとなっている。第6カイ！のゴミワルドまでは頭部のみで衣裳を裏モチーフとして表現していた。

クダック
トジテンドのキカイノイド兵である一般戦闘員。マスクをしたような顔が特徴。人語は喋らず、「ダックダック」と喋る。
プラグ状の叉槍・プラグランスが武器。巨大化して登場したり、リサイクルワルドの能力により、人間やキカイノイドを変化させたリサイクルクダックというものも登場する。
- モチーフは子供に一番身近な機械であるパソコン。口部分はキーボード、手の甲はUSB接続部分のアイコン、足の甲はマウスのカーソル、武器はコンセント、など各所にPCに関する意匠を散りばめている。裏モチーフは『電磁戦隊メガレンジャー』でパソコンに関係の深い伊達健太 / メガレッドの衣裳で、パーカーを下に着て制服を着崩している感じを落とし込んでおり、ベルトが腰の左側に垂れているのも再現している。

クダイター
上級戦闘員。クダックを強化改造したもので、茶色の歯車のついたボディと白い牙のような顔が特徴。クダックとは異なり、人語を話すことができる。
電源のプラグのような叉槍プラグランサーを所持しており、電撃を纏い、相手を突く攻撃を繰り出す。ワルド怪人はこのクダイターの素体が元になっている。
- モチーフは壊れたパソコン。衣裳モチーフは『地球戦隊ファイブマン』の星川学 / ファイブレッドで、ネクタイとジャンパーの意匠を取り入れている。タイツでありながらメカっぽく見せるものとしてギザギザのパネルラインを入れた後、武部に喜ばれたため、歯車を多く入れている。アクション監督の福沢の指示で、ちゃんと動けるように手足に付いた歯車リングを上げている。

クダイテスト
巨大戦闘員。クダイターを巨大強化改造したもので、尻尾がついた怪獣を思わせる姿が特徴。ハニカム状のパネルのような顔モニタックアイから高熱のビームを放つ。クダイター同様に人語を話すことも可能。
基本的にはワルドが倒された際に幹部に呼び出されるなどして現れ、ダイワルドを生み出すために利用される。また、ダイワルドに呼び出されて戦闘に参加することもある。
- 裏モチーフは『星獣戦隊ギンガマン』の黒騎士 / ヒュウガの衣裳で、肩のフリンジや袖のギザギザ、胸元の宝石やガントレットをメカアレンジして落とし込んでいる。クダックの最上級であり、段々とクダックのデザインを砕いていくもの、派手に壊していくもの、という解釈となり、頭部は一度クダイターの顔を粉砕して再構成したような怪獣顔にまとめ、スーツの大きさが共通の等身大怪人との大きさの違いを見せるために、大きなモチーフとして当初はフランケンシュタインの怪物をモチーフとしており、背中や肘や膝に付いているボルトの意匠はその名残りである。
- 初登場時に特撮監督の佛田の提案で手で握り潰すという動きをしながら出てくるというものになり、以降はそれが基準となっている。

ニュークダイテスト
クダイテストを強化改造したもので、怪獣を思わせる姿と頭のパネルのような頭部、猫のような目が特徴。右腕のクダイソードと猫のような目からトジルエネルギーを充填した超高圧のビームを放つ。また、トジルエネルギーを長時間チャージすることで、さらに最大300m級に超巨大化することも可能。この素体でもダイワルドを生み出すことは可能だが、イジルデは量産は不可能であることを吐露しており、一部を除いてクダイテストの素体を使用することもある。
- テクスチャを張り替えてワルドとは異なるデザインのダイワルドにするために、ポリゴン丸出しの大きな板を額に付けている。デザイン画では腕の剣は左腕にあった。

### トジテンドの装備・戦力
トジルギア
トジテンドが使用するガジェットで、いくつもの並行世界を閉じ込めている。力が暴走するとその力に世界が侵食される。
これをクダックにセットすることでワルドを生み出す。ワルドが倒された場合は分離して力が暴走したまま残されるが、ダイワルドが倒されるとトジルギアは破砕・消滅し、閉じ込められていた並行世界が解放される。ただし、そのトジルギアに何もしなかった場合はそのまま破砕・消滅し、同様に並行世界が解放される。
トジルギアシステムの開発中に生み出されたダミーのトジルギアがあり、バラシタラがこれを利用し、ゼンカイジャーとツーカイザーを争わせた。

ギアトジンガー
ステイシーが使用するガトリングガン型の変身銃。イジルデがギアトリンガーを参考に開発した。
ヒーローサイドを上にしたダークセンタイギアをセットし、ハンドルを回しステイシーの右腕に押し当て、トリガーを引くとエネルギーが撃ち込まれ暗黒チェンジし、空に向けて放つと石像を召喚して偽者の歴代戦隊を登場させる。暗黒チェンジ時には「ジャバ～ン」、歴代戦隊召喚時には「○○（戦隊番号）バ～ン」と効果音が入る。前者に関しては、パワーアップ後は「フィーバ～ン」となっている。
機界サイドを上にしたダークセンタイギアをセットすることで偽者の巨大ロボの召喚も可能。しかし、偽者を多数召喚するなどして大量のギアを消費するとエネルギー切れを引き起こしてしまい、召喚した偽者が消滅してしまうというデメリットもある。
第13カイ！ではリサイクル戦隊ダイワルジャーがギアトリンガーバズーカを模したリサイクルバズーカを放った。
- ギアトリンガーの色替えで、ゲゲをモチーフとしている。
- アップ用プロップはハンドルを回すことで実際にガトリングが回転するギミックが仕込まれている。ステイシーザーのスーツアクターを務める神前は、ステイシーザーのスーツが爪が生えているデザインであったため、上手く持てずに所作が上手く決まらなかったという。

ダークセンタイギア（暗黒ギア）
ステイシーが使用する歯車型のアイテム。イジルデがセンタイギアを参考に開発したコピー。
| センタイナンバー | 名称               | ヒーローサイドの効果                                              | 機界サイドの効果               | 備考 | 初登場     |
| ---------------- | ------------------ | ----------------------------------------------------------------- | ------------------------------ | ---- | ---------- |
| 暗               | ステイシーザー     | ステイシーザーへの変身                                            | バトルシーザーロボの召喚       |      | 第7カイ！  |
| 01               | ゴレンジャー       | 偽者のゴレンジャーの召喚                                          |                                |      | 第7カイ！  |
| 16               | ジュウレンジャー   |                                                                   | 偽者の大獣神の召喚             |      | 第7カイ！  |
| 25               | ガオレンジャー     | 偽者のガオレンジャーの召喚                                        | 偽者のガオキングの召喚         |      | 第7カイ！  |
| 29               | マジレンジャー     | 偽者のマジレンジャーの召喚                                        | 偽者のマジキングの召喚         |      | 第7カイ！  |
| 30               | ボウケンジャー     | 偽者のボウケンジャーの召喚                                        | 偽者のダイボウケンの召喚       |      | 第7カイ！  |
| 11               | マスクマン         | 偽者のマスクマンの召喚                                            |                                |      | 第8カイ！  |
| 14               | ファイブマン       | 偽者のファイブマンの召喚                                          |                                |      | 第8カイ！  |
| 10               | フラッシュマン     | 偽者のフラッシュマンの召喚                                        |                                |      | 第8カイ！  |
| 02               | ジャッカー電撃隊   | 偽者のジャッカー電撃隊の召喚                                      |                                |      | 第14カイ！ |
| 19               | オーレンジャー     | 偽者のオーレンジャーの召喚                                        |                                |      | 第23カイ！ |
| 33               | シンケンジャー     | - 偽者のシンケンジャーの召喚 - 偽者のスーパーシンケンレッドの召喚 |                                |      | 第23カイ！ |
| 34               | ゴセイジャー       | 偽者のスーパーゴセイレッドの召喚                                  |                                |      | 第26カイ！ |
| 27               | アバレンジャー     | 偽者のアバレマックスの召喚                                        |                                |      | 第26カイ！ |
| 16               | ゼンカイジュラン   |                                                                   | ブラックジュランティラノの召喚 |      | 第26カイ！ |
| 25               | ゼンカイガオーン   |                                                                   | ブラックガオーンライオンの召喚 |      | 第26カイ！ |
| 31               | ゲキレンジャー     | 偽者のスーパーゲキレッドの召喚                                    |                                |      | 第35カイ！ |
| 36               | ゴーバスターズ     | 偽者のレッドバスターパワードカスタムの召喚                        |                                |      | 第35カイ！ |
| 37               | キョウリュウジャー | 偽者のキョウリュウレッド・カーニバルの召喚                        |                                |      | 第43カイ！ |

バトルシーザーロボ
イジルデが開発したステイシーザー専用の巨大暗黒ロボ。武器は暗黒剣、ステイシールド。脚についているソードシーザーは肩や腕にも装備可能で近距離や遠距離など様々な射程への攻撃が可能。
ツーカイオーカッタナーとの戦いで破壊された。
- 『バトルフィーバーJ』のバトルフィーバーロボがモチーフ。また、飛行形態から変形することも考えられていたため、全体の構造や顔の作りなどは『スパイダーマン』のレオパルドンに引っ張られたというが、武器やツノ飾りで最終的に強引に寄せていったという。手足や肩に同形状のパーツが用いられているのは、それらが変形時に並んでピタリと揃うという想定であったが、プロポーションをまとめる段階で大きさがバラバラになってしまったという。

バトルシーザーロボ2世
初代バトルシーザーロボのデータを元にアップグレードした暗黒巨大ロボで、頭部に王冠のようなシーザーホーンが付いていること以外に外見の違いはないが、改良により性能が大幅に上昇しており、シーザーホーンで大気中のエネルギーを集めることで長時間の戦闘を行うことができる。必殺技は暗黒剣で円を描いた後に敵を一刀両断するシーザー暗黒剣唐竹割りと、ソードシーザーや肩に増設されたビーム砲を全放射するシーザー暗黒雷冥撃。
覚悟を決めたステイシーの気迫により巨大化したスーパーゼンカイザーも追い詰めたが、ゼンカイジュウオーとの必殺技の押し合いに負けて敗北し、完全に破壊された。
- 頭部は新規造形で、横に広い感じであった初代に対して、『電子戦隊デンジマン』のダイデンジンをモチーフとして3本ツノとなっている。

バトルシーザーロボ3世
バトルシーザーロボのデータを元にさらにアップグレードした暗黒巨大ロボ。頭部が2本角に戻ったほか、ステイシールドが赤くなっている。

ゼンカイオー ブラックジュラガオーン
暗黒召喚したブラックジュランティラノとブラックガオーンライオンが合体したゼンカイオー ジュラガオーンの偽物暗黒ロボ。武器はブラックジュランソードと暗黒ビームを放つブラックガオーンクロー。また、左右に二体に分離し、その間に発生させたブラックホールで相手の攻撃を吸収することが可能。
上記の能力でツーカイオーやゼンカイジュウオーも圧倒したが、追っ手として再度召喚された際にコオリトピアの雪崩で下半身を埋められた後、ゼンカイジュウオーの必殺技を受けて破壊された。

ハカイジュウオー
ボッコワウスから与えられた先々代大王の体の一部を用いてハカイザー・改を巨大強化改造した破壊メカ怪獣。頭部の脳ドームにハカイザーを自律システムとして直接組み込むことで戦闘する。武器は両翼のハカイウイングと両腕のギアキャノンから発射する高エネルギーの破壊光線。
ツーカイザーによって、ハカイザーが救出されると完全にリミッターが解除され、オーバーヒートを起こして暴走するが、ゼンカイジュウオーが使ったクロコダイバズーカのビームを受けて撃破される。
- 忍者キャプターを用いたハカイザーに倣って、その乗機であるヘリキャプターの要素を上半身全体に配している。クダイテストを基にしているが、元のプロポーションを崩さないように飾り込んだ上で、大きくシルエットを変えるために巨大な翼パーツを付けている。

イジルデストロイヤー4世
イジルデがバトルシーザーロボシリーズの戦闘データを元に開発した、トジテンドの最終兵器ロボ。イジルデがコクピットスペースで直接ロボとコネクトし、コントロールする。武器は巨大なマニピュレーター棍ダイイジックハンド。
スペック
| バトルシーザーロボ      | 45.5 m | 2,100 t | 350 km/h | 900万馬力   | 第12カイ！ |
| バトルシーザーロボ2世   | 46.0 m | 2,200 t | 350 km/h | 1,000万馬力 | 第22カイ！ |
| バトルシーザーロボ3世   | 45.5 m | 2,250 t | 350 km/h | 1,100万馬力 | 第39カイ！ |
| ハカイジュウオー        | 47.5 m | 3,000 t | 350 km/h | 1,250万馬力 | 第40カイ！ |
| イジルデストロイヤー4世 | 46.0 m | 2,300 t | 350 km/h | 1,200万馬力 | 第47カイ！ |

## 設定・用語
カラフル
ヤツデが営む駄菓子カフェ。介人とヤツデの自宅を兼ねていたが、後にジュランたち4人も居候することとなった。
- 人とキカイノイドが触れ合いやすく、そこでみんなが生活している感じを出せる場所として設定された。喫茶店や和菓子屋だと仮面ライダーシリーズですでに扱っているため、駄菓子カフェという設定となった。
- 店内に貼ってあるポスターなどにはヤツデ役の榊原のシングル盤のタイトルや歌詞などを活用したものが書かれている。

## キャスト

### レギュラー・準レギュラー
本作品では企画の特徴から、人間のキャラクターを極力減らし、オーディションも女性キャストのものは行われなかったという。
- 五色田介人 / ゼンカイザー - 駒木根葵汰
- ゾックス・ゴールドツイカー / ツーカイザー[注釈 20] - 増子敦貴（8 - 44・46 - 49）[161]
- ステイシー - 世古口凌（6 - 49）[161]
- フリント・ゴールドツイカー - 森日菜美（9 - 44・46 - 49）[161]
- スーさん - 喜多川2tom（4・7・19・27・32・34・40・44・47・49）
- 五色田功 / ハカイザー[注釈 21] - 川岡大次郎[161]（1・19・28・30・31・33 - 38・40・41・48・49）
- 五色田美都子 - 甲斐まり恵[161]（1・19・23・26・27・40・48・49）
- 五色田ヤツデ - 榊原郁恵

### 声の出演
本作品では指名オーディションで、1つのキャラクターにつき、5人ほどの候補の声優を決めて行われたという。
マジーヌ役のみはスタジオでのオーディションで行われ、実写作品という大前提の下、アニメとリアリティの濃いバランスが欲しかったため、劇団ひまわりに所属し、ドラマにも出演経験のある宮本が選ばれた。
- ジュラン / ゼンカイジュラン - 浅沼晋太郎[161][注釈 22]
- ガオーン / ゼンカイガオーン - 梶裕貴[161]（2 - 49）
- マジーヌ / ゼンカイマジーヌ - 宮本侑芽[161]
- ブルーン / ゼンカイブルーン - 佐藤拓也[161]
- ギアトリンガー、ゼンカイオー音声 - レニー・ハート[162][注釈 23]
- セッちゃん - 福圓美里[161]
- ギアダリンガー音声 - 関智一[163]（8 - ）[注釈 23]
- ゼンリョクゼンカイキャノン音声 - 銀河万丈[164]（30 - ）[注釈 23]
- カッタナー - 鈴木崚汰（9 - 44・46 - 49）[161]
- リッキー - 松田颯水（9 - 44・46 - 49）[161]
- ボッコワウス - 中田譲治[161]（1 - 48）
- バラシタラ - 乃村健次[161]（1 - 43・45 - 48）
- イジルデ - 竹田雅則[161]（1 - 43・45 - 47）
- ゲゲ - 鈴木達央[161]（1 - 22）→ 福西勝也[161]（25 - 48）

### ゲスト
- ナレーション - ゴブリン（1）
- 警備員 - 若園尚哉（1・3・49）、中村敦（1）
- リポーター - 立川ユカ子（1・2）
- MC - 赤堀二英（1）
- パリピ - 松本城太郎（1）
- 子ども - 小林郁大（1）、小竹結梨（32）
- 子どもキカイノイド - 黒岩竜乃介（1・3・12・15・17・24・45・49）[165][166][注釈 24]、永島叶和（19,34,49）、野地祐翔（22,28,32,34,49）、小竹結梨（24,49）、清水麗羽（49）
- 介人（幼少期） - 上野山夢輝（1・15・19・42）
- 幼いマジーヌ - 鳩間みのん（3）
- アナウンサー - 新行市佳（3・42）
- 新婦 - 長野じゅりあ（4）
- アイドル - 真野未華（4）
- 街の人 - 椿直、鈴木奈津子（6）
- 転売ヤー - 寺本翔悟（9）
- 人カッタナー / 人リッキー（二役）[注釈 25] - 須東煌世（10・49）
- レポーター - 竹森まりあ（10）
- 八百屋店員 - 藤田雅明（11）
- 子供 - 高須敦斗、永島叶和、町田絢（12）、伊奈聖嵐、黒岩竜乃介（13）[167]
- 野島諒 - 嶺岸煌桜（15）
- ステイシーの母（リセ） - 磯崎美穂（15・16・29・38）[注釈 26]
- 竹の子族 - カケフダタクロー（15）
- 織恵 - 鳩間みのん（17）
- 万里 - 竹内一加（17）
- ケミィ - 小竹結梨、高岡香[注釈 27]（17）
- 骨格標本の声 - 伊藤健太郎（17）[168]
- メロリアの声 - 高岡香（18）
- 初森花恋 - 福田愛依（18）
- 神代玲花 / 仮面ライダーサーベラ - アンジェラ芽衣（20）『仮面ライダーセイバー』
- 神代凌牙 / 仮面ライダーデュランダル - 庄野崎謙（20）『仮面ライダーセイバー』
- 会社員 - 村岡弘之（21）
- 刑事 - 高田将司（21）
- アナウンサー - 竹森まりあ（21）
- 空手家[132][注釈 28] - 清家利一（22）
- クダイターの声 - 上石直行（24・26・27・47）、奥畑幸典（32,33）
- 若者 - 井上拓海（24）
- 社員 - 蔦宗正人（26）
- ステイシー（幼少期） - 周郷一颯（29）
- ボクサー[75][169][注釈 28] - 伊藤茂騎（35）
- 小野由椰 - 吉田帆乃華（37）
- 幼いフリント - 雨谷日菜乃（37）
- ピラート・ゴールドツイカー - 清家利一（38）
- サンジョの声 - 浅沼晋太郎（38）
- 墓参りの女性[37][注釈 28] - 上平田結花（38）
- 先祖のお婆さん[37][注釈 28] - 神尾直子（38）
- おばちゃん - 松山尚子（40）
- 幼少期の功[注釈 29] - 千葉惣二朗（40）
- 小学生の功[注釈 29] - 後藤成貴（40）
- 中学生の功[注釈 29] - 藤井誉（40）
- 幼少期の介人[注釈 29] - 榎本晄（40）
- カップル - 浦谷賢充、瀬戸みちる（41）
- 蕎麦屋の娘 - 和ちひろ（41）[170][注釈 23]
- ドンモモタロウ（声） - 樋口幸平[注釈 30]（42）『暴太郎戦隊ドンブラザーズ』
- 世古口凌（本人役 / 45）[171][注釈 31]
- 男性 - 岡田和也（46）
- コメンテーター - 渡部遼介（49）

### スーツアクター
- ゼンカイザー[出典 73]、キカイノイド（1）[41]、シシレッド（5）[172]、パトレン1号（32）[173]、キョウリュウレッド・カーニバル（43）[174] - 高田将司
- ジュラン / ゼンカイジュラン[出典 74] - 竹内康博
- ガオーン / ゼンカイガオーン[出典 74] - 蔦宗正人
- マジーヌ / ゼンカイマジーヌ[出典 74] - 下園愛弓
- ブルーン / ゼンカイブルーン[出典 74] - 岡田和也
- ツーカイザー[出典 75]、リュウソウレッド（5）[172] - 伊藤茂騎
- ゼンカイオージュラガオーン[出典 76]、ゼンリョクゼンカイオー（モーションアクター）[157]、ブラックジュラガオーン[157]、ダイデンジン[157]、クダイテスト（1・2）[157]、クダック[157] - 藤田洋平
- ゼンカイオーブルマジーン[出典 77]、バトルシーザーロボ[出典 78]、バトルシーザーロボ二世[124]、ボッコワウス（26 - ）[124]、ボッコワウス（バトルモード）[124]、クダック[124]、ゼンリョクゼンカイオー（代役 / 35）[124]、レジェンド戦隊[124] - 草野伸介
- ツーカイオー[出典 79]、ハカイザー[148][121][113][125]、ハカイジュウオー[125]、大獣神[125]、ダイコタツワルド[125]、イジルデストロイヤー4世[125]、レジェンド戦隊[125] - 森博嗣
- ゼンカイジュウオー[出典 80]、スーパーゼンカイザー（神）[175]、ワルド怪人[注釈 32]、ダイワルド[注釈 33]、バトルシーザーロボ三世[175] - 齊藤謙也
- バラシタラ[出典 81] - 清家利一
- イジルデ[出典 82]、ダイコンワルド[133] - 村岡弘之
- ステイシーザー[出典 83]、ステイシー（吹き替え）[140][41] - 神前元
- ツーカイザー（32）[96]、カメレオングリーン[85] - 五味涼子
- クローバーキング（14）[176]、レジェンド戦隊[125] - 寺本翔悟
- スペードエース（14）[176] - 鍜治洸太朗
- ダイヤジャック（14）[176]、ゼンカイザー（コピー）[177] - 清水麟太郎
- ハートクイン（14）[176] - 橋本恵子
- ツーカイザー（コピー）[178] - 米岡孝弘
- ダイダイコンワルド（モーションアクター）[157]、サンジョ[37] - 神尾直子
- ワルド怪人[125]、ダイワルド[124] - 井口尚哉
- ドンモモタロウ（42）[179][180] - 浅井宏輔

## スタッフ
メイン監督は数多くのスーパー戦隊を手掛け、パイロットとしては『手裏剣戦隊ニンニンジャー』以来の中澤祥次郎、メインライターは『快盗戦隊ルパンレンジャーVS警察戦隊パトレンジャー』を担当した香村純子が手掛ける。
プロデューサーは平成仮面ライダーシリーズを牽引し、『五星戦隊ダイレンジャー』以来28年ぶりにスーパー戦隊を担当する白倉伸一郎が手掛ける。白倉は、初期の平成仮面ライダーではスーパー戦隊との差別化から禁じ手とされていた敵組織の軍隊的な組織構造をしなかったが、近年の仮面ライダーシリーズでは敵味方がスーパー戦隊のように組織化していったことから、本作品ではスーパー戦隊の有り様を構築する時期に来ていたと判断し、番組として新しく始まるスーパー戦隊がちゃんと話題になるという狙いから50周年を迎える仮面ライダーシリーズではなく、スーパー戦隊のプロデューサーとして関わったという。また、スーパー戦隊を多く手掛けていた鈴木武幸が東映を退職し、戦隊が手薄になり、燃料が投下できていない状況が続いたため、平成仮面ライダーというムーブメントに『ジオウ』で一区切りがついたため、反省の意味も込めて作品内容だけでなく、周辺環境や制作体制も含めて戦隊を強化するものとなったといい、『ディケイド』と同様に本作品が1年のみに留まらず種まきを次のアニバーサリーに向けて直接するため、プロデューサーを務めることとなった。
中澤や香村を起用した理由として、白倉は長年仮面ライダーシリーズを担当してきた白倉が、その手癖でスーパー戦隊に手を付けるのは危険であると思い、監督と脚本をレジェンドという要素を抜いた状態で、単体としてユニークで強烈なキャラクターを作ることができるクオリティの高さと、スーパー戦隊に対する造詣が深く、熟知した布陣にして混成チームにすることで、新たな引き出しを開けに行くという思いもあったという。
渡辺宙明がスーパー戦隊シリーズで劇伴を担当するのは、『大戦隊ゴーグルファイブ』以来39年ぶりとなる。
諸田敏がスーパー戦隊シリーズで監督を担当するのは、『天装戦隊ゴセイジャー』以来11年ぶりとなる。
- 原作 - 八手三郎[38][12]
- 連載 - テレビマガジン、てれびくん
- Special Thanks - 石ノ森章太郎[12]
- プロデューサー - 井上千尋[38][12][注釈 2]（テレビ朝日）、白倉伸一郎[38][12]・武部直美[38][12][注釈 3]（東映）、矢田晃一[38][12]・深田明宏[38][12]（東映エージエンシー）
- 脚本 - 香村純子[38][12]、毛利亘宏、八手三郎
- 監修 - 香村純子（20・25）
- 音楽 - 渡辺宙明[12]、大石憲一郎[12][注釈 1]
- 撮影 - 上赤寿一、相葉実、大沢信吾、松村文雄
- 照明 - 堀直之、柴田守、林大樹、本田純一
- 美術 - 岡村匡一
- 録音 - 佐藤公章（1 - 4）、中山寿範（5 - ）
- MA･選曲 - 宮葉勝行（1 - 4）
- 編集 - 佐藤連
- スクリプター - 渋谷康子、國米美帆、森みどり、國米美子、高山秀子、栗原節子、坂本希代子
- チーフ助監督 - 茶谷和行[注釈 34]、塩川純平[注釈 35]
- 制作担当 - 石切山義貴、中島嘉隆、東正信、田中耕作、𠮷川和也、伊藤隆幸
- ラインプロデューサー - 佐々木幸司
- 計測 - 佐藤真之[注釈 36]
- 撮影助手 - 山田一都、岡本彩 / 加藤瞭一、渋井真、長谷川統万、川端健太
- モニター担当 - 瀬尾幸夫（1 - 19・21・34 - 49）、川端健太（20・22 - 33）
- Ultimatteオペレーター - 勝又章浩（1 - 4）、川端健太（5 - 19・21）、馬場覚（5 - 37 / ヨコシネデジテック）、山下武昭（26 - / ヨコシネデジテック）
- 照明助手 - 林大樹、柴田守、泉谷しげる、鹿野克己、川名和宏、玉川直人 ／ 堀本奈穂、速川英明
- 録音助手 - 相楽滋嵩、原明日香、増島勇良
- 美術助手 - 安田菜々美
- 装置 - 紀和美建
- 装飾 - 塩満義幸・山口康孝・淀名和祐介・大前瑠美（東京美工）、高津装飾美術
- セット付 - 古賀琢麻、井上天見、山田真冬
- 衣裳 - 杉山敦子、藤井和輝、浦智尋、神子島佑佳（東京衣裳）
- 介人衣裳デザイン - 村瀬昌広
- ステイシー衣装デザイン - 石川彩希
- ステイシー衣装制作 - JAP工房
- メイク - 室井彩世、清水亜莉沙、遠山穂波（サフェイスメイクオフィス）
- 操演 - 橋本一輝（ライズ）
- 助監督 - 吉田尅隻、塩川純平、田渕大倫、上窪貴一、竹内祐一、奥野竜也、斎藤凛太朗、近藤大貴、杣林翔馬
- 助監督応援 - 谷本健晋（47 - 49）
- 原稿担当 - 佐々木智章
- 絵コンテ - 田中浩二、伊藤康洋
- マットアート - 木村俊幸
- アシスタントマットペインター - 原満陽子
- イラスト - 渋谷亮介
- 造型 - レインボー造型企画、前澤範、前澤まさる、吉川学
- キャラクター管理 - 佐藤藍（レインボー造型企画[注釈 37]）、田山健（19 - ）、中村豊 （1 - 18・20）、西谷将之（7 - 14・19 - 37）
- 進行主任 - 中保眞典、伊藤渉、永井大裕、餅田愛里咲、伊藤隆幸、石切山義貴
- 制作進行 - 山崎敦貴、鈴置和己、皮剛、餅田愛里咲、木村寧音、山下梨乃
- MA - 薄井洋明（5 - ）
- 選曲 - 宮葉勝行（5 - ）
- 音響効果 - 桑原秀綱（SoundRound）
- MAオペレーター - 錦織真里
- EED - 菊地光洋（東映デジタルラボ）
- EED助手 - 園山敦司、西田光憲、大原駿也（東映デジタルラボ）
- 技術運営 - 林和哉、川崎秀彦
- 仕上進行 - 行成杏奈
- 企画協力 - 企画者104
- 資料担当 - 松井大、神内大輝[注釈 38]
- サブタイトル題字 - 平原ようす
- デザイン協力 - プレックス[注釈 39]
- キャラクターデザイン - K-SuKe[161][注釈 40]、篠原保[130][注釈 41][注釈 42]
- AP - 磯田ゆう、瀧島南美･松浦大悟[注釈 43]、小笠原栞菜
- ラインプロデューサー補 - 伊場野高嗣 （43 - ）
- 制作デスク - 高野葉月、中村光希（1 - 37）→ 秦麗奈 （38 - 49）、坪井美早紀 （17 - 23）
- 編成 - 川崎栞（24 - / テレビ朝日）、芝高啓介（テレビ朝日）
- デジタル担当 - 渕勇二（26 - / テレビ朝日）
- デジタル展開 - 渕勇二 （1 - 25 / テレビ朝日）、柳井寛史（1 - 23 / テレビ朝日）
- 宣伝 - 森千明
- インターネットデータ放送 - メディプレ
- Live合成 - 小林真吾、市田俊介、石原翔太、貞木優子、山本直史、木村尚平、松田祥嗣、嶋村宗人、畠山椋、樋口純一（東映ツークン研究所）
- VPDアーティスト - 植松美咲（ヨコシネデジテック）、馬場覚 （38 - / ヨコシネデジテック）
- スーパーバイザー - 八木明広
- Asset作成 - Amineworks
- Producer & Director - 大内勝憲
- SDロボモデリング - 株式会社バンダイナムコエンターテインメント、B.B.スタジオ、株式会社タイプゼロ
- 人形操演 - 友松正人[注釈 44]、山田はるか[注釈 45]、堀川崇行、高橋奈巳、田中弘映、亀野直美、関彩耶、勝又茂紀、加藤埜明[183]、安藤麻衣
- アクション監督 - 福沢博文[38][12]
- 特撮監督 - 佛田洋[38][12]（特撮研究所）
- 監督 - 中澤祥次郎[38][12]、田﨑竜太[12]、諸田敏[12]、山口恭平[12]、加藤弘之、渡辺勝也
- 制作 - テレビ朝日、東映、東映エージエンシー

## 音楽
本作品ではエンディングテーマが存在しない。『仮面ライダーセイバー』でエンディングにてダンスをしており、同時刻に放送されているアニメも同様のコンセプトであることから、本家本元の戦隊は譲る形となった。その都合上、キャスト・スタッフのクレジットは全てオープニングに集約されている。
主題歌「全力全開！ゼンカイジャー」
作詩 - マイクスギヤマ / 作曲・編曲 - 園田健太郎 / 歌 - つるの剛士 / コーラス - ことのみ児童合唱団 / 振付 - 彩木エリ
映像の一部は物語の展開とも連動しており、毎話その回の本編映像のハイライトが挿入される。第24カイ！では挿入歌として使用された。
最終カイ！ではオープニングを省略し、エンディングテーマとして使用。最後にサブタイトルコールに続けて番組タイトル表示で本編を締めくくった。
- 歌詞には全スーパー戦隊のモチーフが盛り込まれている。ゼンカイジャーの5人は登場順になっており、歴代のモチーフはABメロのみで処理しており、サビはゼンカイのみとなっている。サビ以外は詩先だが、サビメロのみは作曲の園田が作曲したものに作詩のマイクが作詩している。
- 曲冒頭のヴォコーダーはつるのの声である。
- 『ゴレンジャー』の放送開始年である1975年生まれのつるのが選ばれた。

挿入歌
「全界合体！ジュラガオーン」（2,46）
作詩 - マイクスギヤマ / 作曲 - 渡辺宙明 / 編曲 - 大石憲一郎 / 歌 - ささきいさお、堀江美都子
- BGM「合身！ゼンカイオー ジュラガオーン」としても使用されているが、当初から歌にする前提で作曲している。「ガガガ」などの擬音は通常は鼻濁音で歌う方が日本語としては綺麗に聴こえるが、ささきと堀江から鼻濁音ではない方が力強くていいと言われたという。
- ささきと堀江は『秘密戦隊ゴレンジャー』の主題歌「進め！ゴレンジャー」を歌唱していた。2人一緒に戦隊の曲を歌唱するのは、『海賊戦隊ゴーカイジャー THE MOVIE 空飛ぶ幽霊船』の挿入歌「ないしょのユーレイヒー」以来10年ぶり。

「コンビネイション！ブルマジーン」（4）
作詩 - マイクスギヤマ / 作曲・編曲 - 大石憲一郎 / 歌 - サイキックラバー、五條真由美
- 日本語では「ネーション」と音引きだが、英語では「nation」のため、「イ」で歌っており、以降の曲も同様のパターンとなっている。
- ささきと堀江の歌う「全界合体！ジュラガオーン」に対して、サイキックラバーと五條という作曲の大石に近しいアーティストが選ばれ、サウンドやメロディ、ビート感も楽曲同士の対比も踏まえて作曲されている。

「界賊の唄」（8,25）
作詩 - マイクスギヤマ、香村純子 / 作曲 - 小杉保夫 / 編曲 - 大石憲一郎 / 歌 - ツーカイザー／ゾックス・ゴールドツイカー（増子敦貴）
- 劇中でも歌われる部分はBメロで、台本に「ヨホホイ」が書かれていたため、マイクが前後の歯抜け部分を埋めた詩先となった。

「界賊オペレイション！ツーカイオー」（12,13,43）
作詩 - マイクスギヤマ / 作曲 - 高取ヒデアキ / 編曲 - 籠島裕昌 / 歌 - 高取ヒデアキ / 演奏 - ZETKI
- 1番はオーレンジャーで1サビはリッキー、2番はシンケンジャーで2サビはカッタナーをモチーフとしており、3サビは二人を合わせたものとなっている。当初は「オーレ」や「シンケン」の掛け声は別のワードであったが、高取の歌声を聴いたことで変更したという。
- 『シンケンジャー』はサイキックラバーか高取であったが、「コンビネイション！ブルマジーン」でサイキックラバーが歌っていたため、高取が歌うこととなった。

「POWER UP！スーパーゼンカイザー」（19）
作詩 - マイクスギヤマ / 作曲・編曲 - 大石憲一郎 / 歌 - 高橋秀幸
- コンセプトはあるお笑い芸人の「あるある」のようなもので、歌唱する高橋が面白キャラが浸透し始めていたころのため、歌詩はあえてかっこよく振り切ったものとなっている。陰と陽を行き来する浮遊感のあるメロであったため、その感情に対して言葉を分かるように付けている。

「Let's go！スーパーツーカイザー」（20）
作詩 - マイクスギヤマ / 作曲・編曲 - 持田裕輔 / 歌 - 松原剛志
- 界賊ということから、海賊は大海原であるが、界賊は空からやってくるイメージのため、地平線の見える海を進む海賊船ではなく、澄み渡る青空を渡って行く飛行船をイメージして書いてもらったという。
- 海賊繋がりで『ゴーカイジャー』の主題歌を担当していた松原と持田のタッグということとなった。

「チェンジ全開!ゼンカイジャー」（25）
作詩 - マイクスギヤマ / 作曲・編曲 - 大石憲一郎 / 歌 - 伊勢大貴
第1・2カイ！ではインストゥルメンタルがBGMとして使用された。
- 後述のスピンオフドラマ『機界戦隊ゼンカイジャー スピンオフ ゼンカイレッド大紹介!』の主題歌。前述のようにエンディングテーマが元々なかったため、予告編BGMを歌メロのように作っていたため、それを歌にしたものとなった。
- 元々はテレビシリーズの主題歌としてコンペに出されたが採用されず、予告編BGMとして使用され、後にスピンオフに伊勢が出演することから、同作品の主題歌として採用された。それに当たって歌詩も仮歌の際についていたものを外し、新たに書き直したものとなっている。歌詩には本作品の番組コンセプトである「ゼンカイザーは白でやっていく」というものが込められている。

「5 together! ゼンカイジャー」（28,41）
作詩 - マイクスギヤマ / 作曲 - 山田信夫 / 編曲 - 渡部チェル / 歌 - つるの剛士 / コーラス - NoB
- タイトルは5人の「5」と、ゴレンジャーの掛け声の「5」、そこに団結するという意味の「go together」を合わせたものとなっており、当初は主題歌の制作時に、明確に5人が一つになる部分を分かりやすい言葉として使用しようとしていたキーワードであったものを、生かすものとなった。『ゴレンジャー』の主題歌のオマージュとして色を並べたものとなった。
- つるのが好きなスーパー戦隊の主題歌として『ボウケンジャー』の主題歌を挙げており、自身のカヴァーアルバムでも「ペガサス幻想」を歌っていたことから、NoBが担当することとなった。

「NEVER GIVE UP!スーパーゼンカイオージュラン」
作詩 - マイクスギヤマ / 作曲・編曲 - 大石憲一郎 / 歌 - 山形ユキオ
- 大きな見た目でゴツいスーパーゼンカイオージュランであることから、山形に荒々しく歌ってもらうこととなった。山形が過去に担当した「ガオレンジャー吼えろ!!」のようなリズムパターンを入れている。

「二刀流!スーパーツーカイオー」
作詩 - マイクスギヤマ / 作曲 - 高取ヒデアキ / 編曲 - 籠島裕昌 / 歌 - MoJo / 演奏 - ZETKI
- 「界賊オペレイション！ツーカイオー」同様、高取が作曲を担当し、空という大海原を渡るスケール感の大きさを歌で表現できる歌手として、MoJoが選ばれた。

「超全界合体！ゼンカイジュウオー」（38）
作詩 - マイクスギヤマ / 作曲・編曲 - 岩崎貴文 / 歌 - 遠藤正明
「HEROES, BE AMBITIOUS !」（39）
作詩 - マイクスギヤマ / 作曲 - 池毅 / 編曲 - 大石憲一郎 / 歌 - 影山ヒロノブ
「ダイヤル回せ！ゼンリョクゼンカイオー」（40）
作詩 - マイクスギヤマ / 作曲 - 渡辺宙明 / 編曲 - 大石憲一郎 / 歌 - 串田アキラ
- 元々は主題歌コンペ用に書かれた曲を手直ししている。

キャラクターソング
「はじめてにBANZAI!」
作詩 - マイクスギヤマ / 作曲・編曲 - 大石憲一郎 / 歌 - ゼンカイザー／五色田介人（駒木根葵汰）
「ジュラン☆ソウル」
作詩・作曲 - 大西洋平 / 編曲 - 大石憲一郎 / 歌 - ゼンカイジュラン／ジュラン（CV：浅沼晋太郎）
「TRULY YOURS」
作詩 - マイクスギヤマ / 作曲・編曲 - 馬渕直純 / 歌 - ゼンカイガオーン／ガオーン（CV：梶裕貴）
「ぬぬぬ☆マジーヌ」（45）
作詩 - マイクスギヤマ / 作曲・編曲 - 馬渕直純 / 歌 - ゼンカイマジーヌ／マジーヌ（CV：宮本侑芽）
「我想う故に夢あり」
作詩 - マイクスギヤマ / 作曲 - 馬渕直純 / 編曲 - R・O・N / 歌 - ゼンカイブルーン／ブルーン（CV：佐藤拓也）
「FLAG〜界賊の美学〜」
作詩 - マイクスギヤマ / 作曲・編曲 - 大石憲一郎 / 歌 - ツーカイザー／ゾックス・ゴールドツイカー（増子敦貴）
第39カイ！では前奏のみ使用された。
- 歌詩は「界賊の唄」とバランスを取るため、ゾックスのカッコいいところを際立たせている。英語のフレーズに関しては歌詞カードを見ることを前提にしているため、ゾックスの魅力を出すためにあまりシンプルにしないようにしており、キャラクターソングとして書いていることから、作中での聴き取りやすさではなく、深みを持たせた言葉選びを優先している。Bメロではツーカイザーの名乗り時の劇伴のメロディーを入れている。

「ゴールドツイカー☆界賊の掟」
作詩 - マイクスギヤマ / 作曲・編曲 - 設楽哲也 / 歌 - フリント・ゴールドツイカー（森日菜美）、カッタナー・ゴールドツイカー（CV：鈴木崚汰）、リッキー・ゴールドツイカー（CV：松田颯水）
「STACY THOUGHT」
作詩 - マイクスギヤマ / 作曲・編曲 - YOFFY / 歌 - ステイシー（世古口凌）
第45カイ！ではカラオケ版が使用された。
- タイトルは直訳すると「ステイシーは思った」という意味だが、「ステイ」と「シーソー」でステイシーの揺れ動く心も表現している。

「カラフル☆ワンダフル」（45）
作詩 - マイクスギヤマ / 作曲 - 渡辺宙明 / 編曲 - 大石憲一郎 / 歌 - 五色田ヤツデ（榊原郁恵）
「セッちゃんのスーパー戦隊クイズ」
作詩 - マイクスギヤマ / 作曲・編曲 - 大石憲一郎 / 歌 - セッちゃん（CV:：福圓美里）
- 『テン・ゴーカイジャー』の主題歌「スーパー戦隊ヒーローゲッター〜テン・ゴーカイジャーver.〜」が数え歌であったことから、「クイズ」ということとなり、セッちゃんの声のニュアンスでは歌うことが大変であったことから、最小限に歌が留められている。

## 制作
本作品のモチーフは「スーパー戦隊シリーズ」であり、当初は「スーパー戦隊戦隊センタイジャー」というタイトルであったが、出オチ感があることから現在のタイトルに変更となった。「ゼンカイジャー」の「ゼンカイ」には、「世界が暗い状況から全快する」という願いが込められているという。
企画の際には、「5人1組である意味」という「スーパー戦隊の本質」をアニバーサリーとしてどう掘っていくのかということを重視していくこととなった。「5人1組」というテーマには、「ヒーロー1人1人が5人集まることでさらに5倍の力」という解釈と、「5人合わせて1人前」という解釈の2通りの解釈があり、プロデューサーの白倉伸一郎は「それぞれ欠けている強い個性を持った1人1人が、互いに補っていくことでチームを組むため強い」と考えていた。だが、シリーズは年月を重ねていくにつれ、『メンバーそれぞれが優れた美男美女で、頑強な身体で正しい心を持っている』という方向性になってしまい、「5人が集まる意味とは何か」というテーマが重視されなくなっていた。そのため、本作品では「メンバーにそれぞれ欠陥はあるが、力を合わせることで素晴らしいチームになる」という展開を重視し、主人公以外のメンバーをスーツのキャラクターにすることで、アニメのような強い個性のキャラクター造形を行えるものとなった。1人の人間と4体のロボットという編成は、スーパー戦隊シリーズそのものが『超電磁ロボ コン・バトラーV』の後番組として始まった放送枠であることから、合体ロボットアニメの実写化を意図していたため、スーパー戦隊たらしめたいチーム編成として、5色の5人のヒーローとロボットを別物にするのではなく、シリーズ一番の売りで源流であるロボットに合体する個々のメカが最初から等身大のキャラクターとして含まれたものとなった。そうすることで、戦士に変身して、さらに合体することで、等身大戦から巨大戦までシームレスに遷移していき、巨大戦が消化試合にはならず、等身大戦の延長線上に巨大ロボ戦があり、ロボットの存在理由や必然性を出せるものとなった。ただし、人間を一人も入れず、5人全員がロボであると、『実写』である必要性が無くなることから妥協点として、『動物戦隊ジュウオウジャー』同様のアイデアで、現在の形に落ち着いた。ただし、『ジュウオウジャー』が人間態を用意したため、突飛な設定がいつも通りに見えてしまうという不思議な習慣があり、本作品ではそれが何のためにあるのか考えることを最初にやったという。プロデューサーの白倉は、当時のシリーズが「スーパー戦隊の歴史と伝統」に縛られて「戦隊を変えてはいけないという圧力」が働いていたと感じていたため、手つかずにいた部分を全てではないが、変えてもいいと意識を改めるという役割を担うものとなったと語っている。
『特命戦隊ゴーバスターズ』や『ジュウオウジャー』、『宇宙戦隊キュウレンジャー』や『魔進戦隊キラメイジャー』でやってきたスーツキャラの延長線上として、過去のスーパー戦隊でやりきれなかった要素の枝葉を削ぎ落として、芯だけにした形となった。白倉は、スーツのキャラクターが変身前にいた『キュウレンジャー』の純度を高めて濃くして出したのが本作品であるとしている。過去の作品においては、「等身大のヒーローの戦いと巨大ロボット戦の間をどう繋げるのか」という問題を解決するため、等身大のヒーローとそれに対応するメカのペア感を出すというセオリーになっており、巨大戦までの団結をそのペア感で埋めていくものだった。しかし本作品では「ペア」ではなく同一のものであるとして、キカイノイドが変身し、さらに変形するものとなった。ただし、人間以外の種族が多くいると分かりづらいため、味方も敵も同じ種族にしたいというオーダーから、いずれもキカイトピアから来たキカイノイドということとなった。
プロデューサーの白倉は、『非公認戦隊アキバレンジャー』のようなものをしたいということから、並行世界を巡る話という案も出たが、コロナの影響でロケに行けない可能性もあり、毎回平時でも別世界に見せるような撮影は難しいということで、並行世界を巡るフォーマットではなく、逆転の発想でこちらに別世界の方が来るという流れとなった。そうすることで、異なる特徴的な場所へ世界ごとにロケに行けなくとも、何かがいつもと変わった雰囲気が出せるものとなった。ただし、毎回は並行世界を旅する話はできないものの一回くらいはやってみたかったため、美都子を探す話を入れることとなった。
白倉が今まで担当してきた仮面ライダーシリーズの記念作である『仮面ライダーディケイド』や『仮面ライダージオウ』は意識しているが、スーパー戦隊に仮面ライダーのやり方をそのまま移植することはできず、ビジュアル的に差がつかないスーパー戦隊で毎週過去作のキャラクターを持ってきても、毎週同じになってしまうため、新しいものをどう料理するのがテーマであるとしている。また、アニバーサリー展開の先例として多数のレジェンド戦隊が登場する『海賊戦隊ゴーカイジャー』があったが、それとは違うやり方として各レジェンドの世界設定やビジュアルに頼らず、それぞれの特色に由来した「能力」や「技」を借りて使用するアイテムとして切り取っている。また、『ゴーカイジャー』では直列的な世界観で繋がっているという設定だったが、本作品ではそれぞれのスーパー戦隊の世界が閉じ込められて身動きが取れないでいるという設定のため、『アキバレンジャー』のようなメタフィクションで自分たちが知らない並行世界で活躍していてこの世界とは交われないという設定から、出られないという理屈でステイシーによって召喚されたり、エフェクトや技を貸してもらうのに留め、過去の戦隊のキャストは登場しないという。他方で、後述の事前特番への出演に際して白倉は、レジェンドの出演について「昔を振り返る回顧の形ではなく、現在進行形もしくは未来形になるような形で扱わないと失礼になるため、後ろを振り返る形ではない小出しにする形にしていきたい」とも発言している。
スーパー戦隊シリーズに見られる王道の面白さもありつつ、『がんばれ!!ロボコン』のようなロボットコメディの要素も入れている。そのため、本作品では人間社会に普通に機械の人が溶け込んで生活しているなど、不思議ではあるがリアルな生活感を出すことである意味の「庶民感覚」を大事にしている。
同時期に放送されていた『仮面ライダーセイバー』同様、コロナ禍の影響から大人数でのロケ撮影が難しいため、それを逆手に取ってグリーンバックステージで人物を撮影しリアルタイムで人物とCG背景・美術を合成する「ライブ合成（通称L合）」を積極的に活用している。敵の基地周りやロボのコクピット、後半のロボなどは全てCGで作ったほか、巨大戦の背景は『セイバー』でも用いられたUnreal Engineで作られた。

## 作劇
作風は全体的にギャグ色が強めとなっており、中でもパロディギャグや不条理系ギャグなどが多用された。当時のスーパー戦隊では「序盤はギャグ色が強く、終盤に近付くにつれてシリアスになっていく」というストーリー構成が頻繁に採用されていたが、本作品においては全編を通してギャグテイストを崩しておらず、その一方でストーリーに大きな動きがある回ではシリアスな作風となっており、ギャグとシリアスのバランスは『激走戦隊カーレンジャー』に近いものとなっている。
公式サイトなどではこのような本作品の作風（思考回路）を、演出陣の一人である田﨑竜太が言い出しっぺとされる「ゼンカイ脳」という語句で呼び表すこともある。

## 放送日程
- 話数のカウントは「第○カイ！」と表記。サブタイトルの文末は「カイ（かい）」で統一されているほか、フォントは昭和プロレスのような書き殴った感じになっている[85][注釈 50]。
- サブタイトルは最終カイ！を除き、セッちゃん役の福圓美里がオープニング冒頭で読み上げる。
- 第20カイ！と第25カイ！を除くエピソードの脚本を香村純子が全て担当している[18][31]。第20カイ！と第25カイ！についても脚本監修という形で関わっている。

| 放送日         | 放送回     | サブタイトル                                      | 登場怪人 | 脚本                          | 監督       |
| -------------- | ---------- | ------------------------------------------------- | --- | ----------------------------- | ---------- |
| 2021年03月07日 | 第1カイ！  | キカイ世界はキキカイカイ！                        | - クダイター（声 - 石川英郎） - クダイテスト | 香村純子                      | 中澤祥次郎 |
| 3月14日        | 第2カイ！  | ガオな野獣がごやっかい！                          | - キノコワルド（声 - かぬか光明） - ダイキノコワルド | 香村純子                      | 中澤祥次郎 |
| 3月21日        | 第3カイ！  | マジでぬぬぬな魔法使い！                          | - コオリワルド（声 - 大畑伸太郎） - ダイコオリワルド | 香村純子                      | 田﨑竜太   |
| 3月28日        | 第4カイ！  | ブルブルでっかいおせっかい！                      | - ボクシングワルド（声 - 真木駿一） - ダイボクシングワルド | 香村純子                      | 田﨑竜太   |
| 4月04日        | 第5カイ！  | 握り握られスシ大会！                              | - スシワルド（声 - 青山穣） - ダイスシワルド | 香村純子                      | 諸田敏     |
| 4月11日        | 第6カイ！  | 不快不可解ゴミあつかい！                          | - ゴミワルド（声 - 姫野惠二） - ダイゴミワルド | 香村純子                      | 諸田敏     |
| 4月18日        | 第7カイ！  | 魔界の王子は気がみじかい！                        | - | 香村純子                      | 山口恭平   |
| 4月25日        | 第8カイ！  | ドアtoドアで別世界?!                              | - ドアワルド（声 - 千葉翔也） - ダイドアワルド | 香村純子                      | 山口恭平   |
| 5月02日        | 第9カイ！  | 世界海賊、愉快ツーカイ！                          | - カシワモチワルド（声 - 阿部敦） - ダイカシワモチワルド | 香村純子                      | 中澤祥次郎 |
| 5月09日        | 第10カイ！ | お昼も夜でもブルースカイ！                        | - マヒルワルド（声 - 田丸篤志） - ダイマヒルワルド | 香村純子                      | 中澤祥次郎 |
| 5月16日        | 第11カイ！ | 渡る世間は鬼ゴッコかい?!                          | - オニゴッコワルド（声 - 寺島惇太） - ダイオニゴッコワルド | 香村純子                      | 田﨑竜太   |
| 5月23日        | 第12カイ！ | ノロノロマイマイ、カタイ貝！                      | - カタツムリワルド（声 - 川津泰彦） - ダイカタツムリワルド | 香村純子                      | 田﨑竜太   |
| 5月30日        | 第13カイ！ | リサイクルすりゃもう一回！                        | - リサイクルワルド（声 - 石野竜三） - ダイリサイクルワルド - リサイクルクダック - リサイクル戦隊ダイワルジャー                                                             | 香村純子                      | 加藤弘之   |
| 6月06日        | 第14カイ！ | 決闘！ゼンカイVSツーカイ！                        | - バトルシーザーロボ | 香村純子                      | 加藤弘之   |
| 6月13日        | 第15カイ！ | ガチョーン！レトロに急旋回！                      | - レトロワルド（声 - 北沢洋） - ダイレトロワルド | 香村純子                      | 中澤祥次郎 |
| 6月20日        | 第16カイ！ | 磁石シャクだぜもう限界！                          | - ジシャクワルド（声 - 中谷一博） - ダイジシャクワルド | 香村純子                      | 中澤祥次郎 |
| 6月27日        | 第17カイ！ | ぬぬっとオカルト同好会！                          | - トウメイワルド（声 - 伊藤健太郎） - ダイトウメイワルド | 香村純子                      | 山口恭平   |
| 7月04日        | 第18カイ！ | いのち短し、恋せよゼンカイ！                      | - レンアイワルド（声 - 逢坂良太） - ダイレンアイワルド | 香村純子                      | 山口恭平   |
| 7月11日        | 第19カイ！ | ゼンカイ改め、超ゼンカイ！                        | - カブトムシワルド（声 - 近藤浩徳） - ダイカブトムシワルド | 香村純子                      | 加藤弘之   |
| 7月18日        | 第20カイ！ | 映画公開記念合体スペシャル 剣士と界賊、兄の誓い。 | - ヒコボシワルド（声 - 保志総一朗） - ダイヒコボシワルド | 毛利亘宏 香村純子（脚本監修） | 諸田敏     |
| 8月01日        | 第21カイ！ | 大カイジュウの大破壊！                            | - コピーワルド（声 - 福島潤） - ダイコピーワルド | 香村純子                      | 加藤弘之   |
| 8月08日        | 第22カイ！ | ウシシなモ〜れつ闘牛会！                          | - トウギュウワルド（声 - 三宅健太） - ダイトウギュウワルド | 香村純子                      | 渡辺勝也   |
| 8月15日        | 第23カイ！ | 三大合体 地球最大の戦い！                         | - バトルシーザーロボ2世 | 香村純子                      | 渡辺勝也   |
| 8月22日        | 第24カイ！ | 侵略完了！ できるか奪回?!                         | - バカンスワルド（声 - 八代拓） - ダイバカンスワルド | 香村純子                      | 山口恭平   |
| 8月29日        | 第25カイ！ | やり直せ！ ゼンカイジャー・改！                   | - ヒドケイワルド（声 - 鳥海浩輔） | 八手三郎 香村純子（脚本監修） | 山口恭平   |
| 9月05日        | 第26カイ！ | 改造王子と闇の外科医！                            | - | 香村純子                      | 中澤祥次郎 |
| 9月12日        | 第27カイ！ | 7つの世界を大航海！                               | - ゼンカイオー ブラックジュラガオーン | 香村純子                      | 中澤祥次郎 |
| 9月19日        | 第28カイ！ | 週刊少年マンガワルド大図解！                      | - マンガワルド（声 - 野津山幸宏） - ダイマンガワルド | 香村純子                      | 加藤弘之   |
| 9月26日        | 第29カイ！ | 王子のねらい、知ってるかい？                      | - テニスワルド（声 - 駒田航） - ダイテニスワルド | 香村純子                      | 加藤弘之   |
| 10月03日       | 第30カイ！ | 隣のキカイはカキ食うハカイ?!                      | - ホシガキワルド（声 - 鈴木千尋） - ダイカキワルド | 香村純子                      | 渡辺勝也   |
| 10月10日       | 第31カイ！ | ギュウっと合体！NEWっと公開！                     | - ギュウニュウワルド（声 - 新祐樹） - ダイギュウニュウワルド | 香村純子                      | 渡辺勝也   |
| 10月17日       | 第32カイ！ | 怒るサカサマ！まさかサルかい？                    | - サカサマワルド（声 - 興津和幸） - ダイサカサマワルド | 香村純子                      | 山口恭平   |
| 10月24日       | 第33カイ！ | グレートティーチャー鬼使い！                      | - ガクエンワルド（声 - 浦山迅） - ダイガクエンワルド | 香村純子                      | 山口恭平   |
| 10月31日       | 第34カイ！ | カボチャをトリトリ競技会！                        | - ハロウィンワルド（声 - 松本保典） - ダイハロウィンワルド | 香村純子                      | 中澤祥次郎 |
| 11月14日       | 第35カイ！ | ダイヤモンド♢ユカイ?!                             | - ダイヤワルド（声 - 勝杏里） - ダイダイヤワルド | 香村純子                      | 中澤祥次郎 |
| 11月21日       | 第36カイ！ | ビックリどっきり大ユーカイ！                      | - ビックリバコワルド（声 - 白鳥哲） - ダイビックリバコワルド | 香村純子                      | 加藤弘之   |
| 11月28日       | 第37カイ！ | 恨みダイコン、根が深い！                          | - ダイコンワルド（声 - 村岡弘之） - ダイダイコンワルド | 香村純子                      | 加藤弘之   |
| 12月05日       | 第38カイ！ | ご先祖様だョ！大霊界                              | - ボンワルド（声 - 前野智昭） - ダイボンワルド - ショウガツワルド（声 - 濱健人）                                                                                           | 香村純子                      | 渡辺勝也   |
| 12月12日       | 第39カイ！ | 無限あけおめ誕生会！                              | - ショウガツワルド - ダイショウガツワルド - バトルシーザーロボ3世 - ハカイジュウオー                                                                                       | 香村純子                      | 渡辺勝也   |
| 12月19日       | 第40カイ！ | とーちゃん奪回、ワンチャン一回！                  | - ハカイザー・改 - ハカイジュウオー | 香村純子                      | 渡辺勝也   |
| 12月26日       | 第41カイ！ | 推しメン沼はつるつる深い！                        | - メンワルド（声 - こぶしのぶゆき） - ダイメンワルド | 香村純子                      | 田﨑竜太   |
| 2022年01月09日 | 第42カイ！ | 新ヒーローにゃ！おコタの密会!!                    | - コタツワルド（声 - 平川大輔） - ダイコタツワルド | 香村純子                      | 田﨑竜太   |
| 1月16日        | 第43カイ！ | 風見鶏の頭は風の真向かい！                        | - ムカイカゼワルド（声 - 檜山修之） - ダイムカイカゼワルド | 香村純子                      | 山口恭平   |
| 1月23日        | 第44カイ！ | SD＝スモール+デッカい?!                           | - SDワルド（声 - 内田直哉） - ダイSDワルド | 香村純子                      | 山口恭平   |
| 1月30日        | 第45カイ！ | 超大凶って運勢最下位?!                            | - オミクジワルド（声 - 阪口大助） - ダイオミクジワルド | 香村純子                      | 加藤弘之   |
| 2月06日        | 第46カイ！ | ゲゲっと飛び出た神のちょっかい！                  | - ニンジンワルド（声 - 駒東寛之） - ダイニンジンワルド - サファイアワルド（声 - 吉田拓真） - ダイサファイアワルド - コウモリワルド（声 - 櫻井慎二朗） - ダイコウモリワルド | 香村純子                      | 加藤弘之   |
| 2月13日        | 第47カイ！ | パレス突入！ボスの前でも頭が高い！                | - イジルデ - イジルデストロイヤー4世 | 香村純子                      | 中澤祥次郎 |
| 2月20日        | 第48カイ！ | 天網恢々、王朝崩壊！                              | - ボッコワウス - バラシタラ - ゲゲ | 香村純子                      | 中澤祥次郎 |
| 2月27日        | 最終カイ！ | 俺の世界、みんなのセカイ                          | - | 香村純子                      | 中澤祥次郎 |

## 放送局
| 放送対象地域              | 放送局                         | 放送期間                      | 系列局         | 放送時間           | 備考                        |
| ------------------------- | ------------------------------ | ----------------------------- | -------------- | ------------------ | --------------------------- |
| 日本全域 （一部地域除く） | テレビ朝日系列フルネット全24局 | 2021年3月7日 - 2022年2月27日  | テレビ朝日系列 | 日曜 9:30 - 10:00  | 字幕放送 番組連動データ放送 |
| 富山県                    | 北日本放送                     | 2021年3月14日 - 2022年3月6日  | 日本テレビ系列 | 日曜 6:30 - 7:00   | 字幕放送                    |
| 徳島県                    | 四国放送                       | 2021年3月19日 - 2022年3月11日 | 日本テレビ系列 | 金曜 10:55 - 11:25 |                             |
| 鳥取県 島根県             | さんいん中央テレビ             | 2021年3月19日 - 2022年3月11日 | フジテレビ系列 | 金曜 15:15 - 15:45 |                             |
| 宮崎県                    | 宮崎放送                       | 2021年3月20日 - 2022年3月12日 | TBS系列        | 土曜 5:15 - 5:45   |                             |
| 山梨県                    | 山梨放送                       | 2021年3月21日 - 2022年3月13日 | 日本テレビ系列 | 日曜 5:45 - 6:15   |                             |
| 福井県                    | 福井テレビ                     | 2021年3月21日 - 2022年3月13日 | フジテレビ系列 | 日曜 5:30 - 6:00   |                             |
| 高知県                    | テレビ高知                     | 2021年3月21日 - 2022年3月13日 | TBS系列        | 日曜 6:15 - 6:45   |                             |

## ネット配信
YouTubeの以下のチャンネルにて、以下のエピソードの全編無料配信が行われた。
| 配信対象地域 | 配信先                                                           | 更新期間 | 更新時間      | 備考 |
| ------------ | ---------------------------------------------------------------- | --- | ------------- | --- |
| 日本全域     | 東映特撮YouTube Official スーパーヒーロータイム / テレビ朝日公式 | 2021年3月7日（1話） 3月14日（2話） 3月21日（3話） 3月28日（4話） 5月2日（1話−9話） 7月18日（1話） 7月25日（4話） 8月1日（9話） 8月8日（14話） 8月15日（20話） 8月22日（21話） 2022年1月9日（42話） | 日曜10:00更新 | 2021年4月6日までの期間限定（1話） 4月13日までの期間限定（2話） 4月20日までの期間限定（3話） 4月27日までの期間限定（4話） 5月5日までの期間限定（1話−9話） 7月25日までの期間限定（1話） 8月1日までの期間限定（4話） 8月8日までの期間限定（9話） 8月15日までの期間限定（14話） 8月22日までの期間限定（20話） 8月29日までの期間限定（21話） 2022年3月5日までの期間限定（42話） |

## 他媒体展開

### 映画
『機界戦隊ゼンカイジャー THE MOVIE 赤い戦い! オール戦隊大集会!!』（2021年2月20日公開）
本作品の単独作品。
時系列的には第6カイ！の後の話となる。
『セイバー+ゼンカイジャー スーパーヒーロー戦記』（2021年7月22日公開）
本作品と仮面ライダーセイバーをメインに据えた、スーパー戦隊シリーズと仮面ライダーシリーズのクロスオーバー作品。
同作品の公開を記念し、本作品と『セイバー』の2021年7月18日放送分は、両作品の合体スペシャルとして制作された。

### Vシネクスト
『機界戦隊ゼンカイジャーVSキラメイジャーVSセンパイジャー』
2022年4月29日期間限定劇場上映、同年9月28日にDVD・Blu-ray発売。
本作品と前作『魔進戦隊キラメイジャー』と共演するVシネクスト作品。
『暴太郎戦隊ドンブラザーズVSゼンカイジャー』
2023年5月3日期間限定劇場上映、同年9月27日にDVD・Blu-ray発売。

### Webムービー
『機界戦隊ゼンカイジャー ひみつ全開ファイル』
YouTubeバンダイ公式チャンネルで配信されている、本作品の紹介動画。その1ではカラフルを訪れた子どもが変身したもう一人のゼンカイザー、その2と3ではDX全界合体玩具が登場する。その1からその4は、｢機界戦隊ゼンカイジャーBlu-ray Collection 1」の特典映像として収録される。
| 話数  | サブタイトル                                                  | 紹介 | 登場怪人・怪獣                                    | 配信日         |
| ----- | ------------------------------------------------------------- | --- | ------------------------------------------------- | -------------- |
| その1 | キミもチェンジ全開！                                          | ゼンカイザー ゼンカイジュラン                                                                                 |                                                   | 2021年 3月08日 |
| その2 | 全界合体！ジュラガオーン！                                    | ジュランティラノ ガオーンライオン ゼンカイオー ジュラガオーン                                                 | キックボクシングワルド ダイキックボクシングワルド | 3月19日        |
| その3 | いくぜ！ゼンカイコンビネーション！                            | ブルーンダンプ マジンドラゴン ゼンカイオー ブルマジーン ゼンカイオー ジュラマジーン ゼンカイオー ブルガオーン | プレスキワルド ダイプレスキワルド                 | 3月28日        |
| その4 | ツーカイにチェンジ！ツーカイザー！                            | ツーカイザー ツーカイザーシンケンフォーム ツーカイザーオーレンフォーム                                        | タイヨウワルド サクラモチワルド                   | 4月25日        |
| その5 | 最強！ゼンカイジュウオー！ スーパーにヨホホーイ！ゼンカーイ！ | ゼンカイジュウギア スーパーゼンカイザー スーパーツーカイザー ゼンカイジュウオー                               | カイトウワルド ダイカイトウワルド                 | 8月01日        |
『【公式がまとめてみた】センタイギア使用シーン集』
2021年11月7日に、東映特撮YouTube Officialおよびニコニコ動画の東映公式チャンネルで配信された、センタイギアの紹介動画。その1は第1バンから第14バン、その2は第15バンから第22バンまでの紹介となっている。本作品の放送終了までの期間限定配信。
『ナンバーワン戦隊ゴジュウジャー アニバーサリー討論会』
『ナンバーワン戦隊ゴジュウジャー』のスピンオフ作品。2025年2月9日に東映特撮YouTube Officialで配信された。ゼンカイザーが登場。
『爆上戦隊ブンブンジャー formation lap 始末屋 オブ ギャラクシー』
2025年7月13日に東映特撮ファンクラブで配信された『爆上戦隊ブンブンジャー』のスピンオフ作品。ゾックス・ゴールドツイカー / ツーカイザー、フリント・ゴールドツイカーが登場。

### スピンオフドラマ
『機界戦隊ゼンカイジャー スピンオフ ゼンカイレッド大紹介！』
TELASAにて配信された、全2話のスピンオフ作品。前編は2021年3月21日、後編は3月28日配信。DVDは、2021年10月13日発売。また、同じく2021年10月13日発売の「機界戦隊ゼンカイジャー Blu-ray Collection 1」のボーナスディスクにも収録される。
時系列上では『THE MOVIE』の後で、第7カイ！の前日談にあたる。
登場キャラクター
ゼンカイレッド
最初のゼンカイジャーで真のセンターを名乗る男性。キカイノイドの戦隊を嫌い、人間によるスーパー戦隊を作ろうとする。変身した姿はゼンカイザーがアカレンジャーのように真っ赤になった姿。キャッチフレーズは「レッドのパワー！」。必殺技はギアトリンガーの砲頭から出る炎を剣状にして斬る技。ノーマル悪者ワルドの妄想力で作り出したギアトリンガーで変身していたが、後に新たに生み出したギアトリンガーで変身した。
人ジュラン、人ガオーン、人マジーヌ、人ブルーン
キカイノイドたちがノーマル悪者ワルドの能力によって、人間にされた姿。
ノーマル悪者ワルド
スーパー悪者ワルドの恨みによって生まれたワルド怪人で、妄想を具現化する力を持つ。声や外見はスーパー悪者ワルドと同一。

キャスト
- 五色田介人 / ゼンカイザー - 駒木根葵汰
- ゼンカイレッド - 伊勢大貴
- 人ジュラン - 高木勝也
- 人ガオーン - 笹森裕貴
- 人マジーヌ - 新田さちか
- 人ブルーン - 大橋典之
- 鶴姫 / ニンジャホワイト - 広瀬仁美『忍者戦隊カクレンジャー』

声の出演
- ジュラン / ゼンカイジュラン - 浅沼晋太郎
- ガオーン / ゼンカイガオーン - 梶裕貴
- マジーヌ / ゼンカイマジーヌ - 宮本侑芽
- ブルーン / ゼンカイブルーン - 佐藤拓也
- セッちゃん - 福圓美里
- ボッコワウス - 中田譲治
- バラシタラ - 乃村健次
- イジルデ - 竹田雅則
- ゲゲ - 鈴木達央
- ノーマル悪者ワルド - 関智一

スーツアクター
- 高田将司
- ジュラン - 竹内康博
- 蔦宗正人
- 下園愛弓
- ブルーン - 岡田和也
- 藤田洋平
- ゼンカイレッド - 伊藤茂騎
- 清家利一
- イジルデ - 村岡弘之
- 矢部敬三
- 齊藤謙也
- 神尾直子
- 神前元
- 寺本翔悟
- 井口尚哉
- 宮川連
- 鍜治洸太朗
- 塚越靖誠
- 坂梨由芽
- 橋本征弥
- 酒井和真
- 菅野慶太
- 清水麟太郎
- 村上歩夢
- 米岡孝弘
- 宇佐見紗風
- 小泉丞
- 菅野聖
- 上平田結花

スタッフ
- 原作 - 八手三郎
- 連載 - テレビマガジン、てれびくん
- Special Thanks - 石ノ森章太郎
- 監督 - 加藤弘之
- 脚本 - 八手三郎
- 監修 - 香村純子
- 音楽 - 渡辺宙明、大石憲一郎
- 絵コンテ - 伊藤康洋
- アクション監督 - 福沢博文
- プロデューサー - 白倉伸一郎・武部直美（東映）、井上千尋・渕勇二・黄田脩民（テレビ朝日）
- 製作 - 東映、テレビ朝日
- 制作協力 - TELASA

主題歌「チェンジ全開！ゼンカイジャー」
作詩 - マイクスギヤマ / 作曲・編曲 - 大石憲一郎 / 歌 - 伊勢大貴
| 話数       | サブタイトル                   | 配信日         |
| ---------- | ------------------------------ | -------------- |
| 初カイ！   | 赤い挑戦！ゼンカイジャー全壊?! | 2021年 3月21日 |
| 最終カイ！ | 白い逆襲！ゼンカイジャー全快！ | 3月28日        |
『ゼンカイ豆劇場』
ライブ合成を用いた短編人形劇。全12話。「機界戦隊ゼンカイジャーBlu-ray Collection」全4巻に各3話ずつが映像特典として収録される。また『セイバー+ゼンカイジャー スーパーヒーロー戦記』公開を記念し、2021年7月25日に「東映特撮YouTube Official」にて同作品の第1、8、11話が先行公開された。
| 収録巻 | 話数   | サブタイトル                                     |
| ------ | ------ | ------------------------------------------------ |
| 1      | 第1話  | パイセンの力、勉強します！〈ジュウレンジャー編〉 |
| 1      | 第2話  | スーパー戦隊いえるかな？                         |
| 1      | 第3話  | 孤高のミス魔女っ子グルメ                         |
| 2      | 第4話  | 百獣戦隊の疑惑〈ガオレンジャー編〉               |
| 2      | 第5話  | 荒野のゼンカイども                               |
| 2      | 第6話  | 転生・パニック！                                 |
| 3      | 第8話  | 豆劇場は突然に                                   |
| 4      | 第11話 | いーじゃん、まーじゃん、すげーじゃん！           |
『ツーカイザー×ゴーカイジャー 〜ジューンブライドはたぬき味〜』
2022年6月5日より東映特撮ファンクラブにて配信された『ゴーカイジャー』とのコラボレーション作品。同年5月29日の『機界戦隊ゼンカイジャー ファイナルライブツアー2022』にて製作が発表された。ゴールドツイカー一家のスピンオフとなっており、『テン・ゴーカイジャー』『ゼンカイVSキラメイジャー』の後日譚も兼ねている。
あらすじ
突然、フリントがタヌキトピアの宝石商・ドエタムとの結婚を宣言する。ゾックスはその強硬な態度に根負けし、結婚を渋々認めるが、そこにマーベラスが現れ、アイムもドエタムと結婚したことを明かす。ゾックスとマーベラスは鎧とともに事の真相を探るため、ドエタムを誘き出す作戦に出る。
登場人物

ドエタム
タヌキトピア出身の宝石商で、指輪を女海賊に付けさせて洗脳し、言いなりにさせていた。
キャスト
- ゾックス・ゴールドツイカー / ツーカイザー - 増子敦貴
- フリント・ゴールドツイカー / ツーカイザー（フリント） - 森日菜美
- キャプテン・マーベラス / ゴーカイレッド - 小澤亮太『海賊戦隊ゴーカイジャー』
- アイム・ド・ファミーユ / ゴーカイピンク - 小池唯『海賊戦隊ゴーカイジャー』
- 伊狩鎧 / ゴーカイシルバー - 池田純矢『海賊戦隊ゴーカイジャー』
- タヌキSP - 竹内康博、横山一敏
- 海賊女性 - 小玉百夏、山本夢

声の出演
- カッタナー - 鈴木崚汰
- リッキー - 松田颯水
- ドエタム - 福山潤

スーツアクター
- ツーカイザー - 伊藤茂騎
- ツーカイザー（フリント） - 五味涼子
- ゴーカイピンク - 野川瑞穂
- ドエタム - 神前元
- 神尾直子
- 井口尚哉
- 藤田洋平
- 坂梨由芽
- 伊藤よしの
- 関川正隆
- 岩上弘数
- 大内田将樹
- 鈴木大樹
- 古屋貴士
- 佐伯啓
- 堀田慶斗
- 本多翼
- 中川和貴
- 熊本敬介
- 金谷春来
- 成田夏海

スタッフ
- 原作 - 八手三郎
- Special Thanks - 石ノ森章太郎
- 脚本 - 香村純子
- 音楽 - 渡辺宙明、大石憲一郎、山下康介
- 撮影 - 相葉実
- 照明 - 柴田守
- 美術 - 竹内公一
- 編集 - 佐藤連
- 録音 - 榎田大道
- スクリプター - 坂本希代子
- アクションコーディネーター - 岩上弘数（B.O.S Action Unity）
- 助監督 - 谷本健晋（B.O.S-Entertainment）
- 制作担当 - 伊藤隆幸、中島嘉隆
- ラインプロデューサー - 伊場野高嗣、佐々木幸司
- プロデューサー - 井上千尋（テレビ朝日）、白倉伸一郎・武部直美（東映）
- アクション監督 - 清家利一（ジャパンアクションエンタープライズ）
- 監督 - 山口恭平
- 製作プロダクション - 東映テレビ・プロダクション
- 製作 - 東映特撮ファンクラブ

主題歌「Let's go!スーパーツーカイザー」
作詩 - マイクスギヤマ / 作曲・編曲 - 持田裕輔 / 歌 - 松原剛志

### 関連番組
『しくじり先生 俺みたいになるな!!』
本作品と同じく、テレビ朝日系列にて放送されている教養バラエティ番組。2021年2月15日放送分にゼンカイザーがゲスト出演。
『『機界戦隊ゼンカイジャー』スタート直前! 白倉Pに全力全開質問会!』
CS放送のテレ朝チャンネル1にて、2021年3月6日に放送。本作品のプロデューサーである白倉伸一郎へのインタビューと、白倉が過去にスーパー戦隊シリーズで手掛けた作品より、強烈なインパクトを与えたエピソードのセレクト放送で構成された特別番組。
『全力坂』
本作品と同じく、テレビ朝日系列にて放送されているバラエティ番組。バトンタッチコラボとして、2022年2月27日放送分に五色田介人役の駒木根葵汰が、3月6日放送分には『ドンブラザーズ』の桃井タロウ役の樋口幸平が、東京都新宿区中井の一の坂（一の坂通り）を駆け昇る。
『クラシックTV』
NHK Eテレで放送されているクラシック音楽番組。2022年5月12日放送分「ヒーローを奮い立たせる音楽～作曲家・渡辺宙明」に、本作品のBGMを担当した渡辺宙明がゲスト出演したほか、同番組に出演する清塚信也が本作品のBGM「並行世界を繋ぐ絆」をピアノで披露した。

### ゲーム
『スーパーロボット大戦DD』
バンダイナムコエンターテインメントより配信されている、スマートフォン用ゲームアプリ。2021年7月11日に実施された無料オンラインイベント『鋼の超感謝祭2021』にて、本作品の期間限定での参戦が発表され、9月8日 - 22日まで開催されたイベント「激突、王と王の戦い」にゼンカイザーとゼンカイオー ジュラガオーンが参戦した。
2024年6月からは恒常参戦作品へと変更され、新たにゼンリョクゼンカイオーが参戦した。

### デジタル写真集
『機界戦隊ゼンカイジャー』 マジーヌ写真集 ヒロインの証明
2022年3月19日発売の『週刊プレイボーイ』（集英社）2022年4月4日号に同誌上では初となる「人間以外のヒロイン」であるマジーヌのグラビアが掲載され、同日に『週プレ グラジャパ！』で雑誌未掲載分がデジタル写真集として無料配信された。モデルはマジーヌ、撮影は桑島智輝。